# Kistarcsai Központi Internálótábor
A Kistarcsai Központi Internálótábor a kistarcsai Deák Ferenc utca elülső szakasza mentén helyezkedett el. A tábor tényleges fennállása – különböző hatósági felügyelettel és az egyes politikai időszakok alatt eltérő célokkal – 1938-tól, kisebb megszakításokkal, egészen 1957-ig tartott.
Kistarcsán 1907-ben indult el a Gép- és Vasútfelszerelési Gyár kialakítása. Ezzel párhuzamosan kezdték meg a gyár lakótelepének felépítését egy, akkor még beépítetlen földterületen, a vasúti töltéstől északra. A meghirdetett lehetőséggel élve két év alatt 600, az ország különböző községeiből ideérkező munkás telepedett le Kistarcsán és Kerepesen. A község lélekszáma hirtelen jelentősen megnövekedett ennek következtében, és a születések száma is évi átlagban negyvennel emelkedett.
A gyár 1928-ban csődeljárás alá került, a gyárkomplexumot és a munkástelepet is egy éven belül felszámolták. A nagy gazdasági világválság időszakát követően, 1938-ban a Belügyminisztérium kezelésébe került a munkástelep területe. A Horthy-rendszer háborút megelőző időszakában megkezdődött a későbbi internálótábor kialakítása, majd a második világháború második felében, a német megszállást követően Adolf Eichmann és az általa vezetett SS-alakulatok használták a zsidó lakosság begyűjtésére és később vasúton Auschwitzba való szállításának előkészítésére.
A háborút követően a bujkáló nyilasokat és németbarát személyeket őrizték a táborban. 1947-ben rendőrképző tanosztálynak adott helyet az épületegyüttes, 1949 márciusában pedig megkezdődött a központosítás – a Buda-déli egykori központi internálótáborból folyamatosan telepítették át az internáltakat. A fővárosban és környékén létesített táborok száma a kistarcsaival együtt összesen 14 volt, a foglyok száma 17 700 körüli. A tábor 1950 májusától az Államvédelmi Hatóság (ÁVH) kezelésében működött. Az internáltakkal való bánásmód egyre brutálisabb és kíméletlenebb lett. Az internálások legkésőbb 1953 októberéig tartottak, amikor a tábort adminisztratív úton kiürítették.
1956 októberében, a forradalom időszakában a gödöllői térség fontos bázisa volt, a rögtönzött tagfelvételből megalakult nemzetőrök a Nemzeti Bizottság engedélyével láttak el karhatalmi feladatokat, a fogdában helyi pártfunkcionáriusokat őriztek, illetve hallgattak ki.
1957-ben ismét internálás folyt a falakon belül, javarészt a forradalomban való szerepvállalásuk miatt elítélt foglyokat tartották itt közbiztonsági őrizetben. Az általános amnesztiát követően a Belügyminisztérium rendőrképzésre használta – mint laktanyát –, egészen a rendszerváltás időszakáig. Ezt követően, 1990 és 1995 között közösségi szállásként használták az országba illegálisan érkező menekültek őrzésére, ennek bezárása óta pedig a terület nagy része hasznosítatlan, jelenleg is zajlik az érdemi hasznosítással kapcsolatos lehetőségek keresése.

## A vasgyári munkástelep (1907–1928)

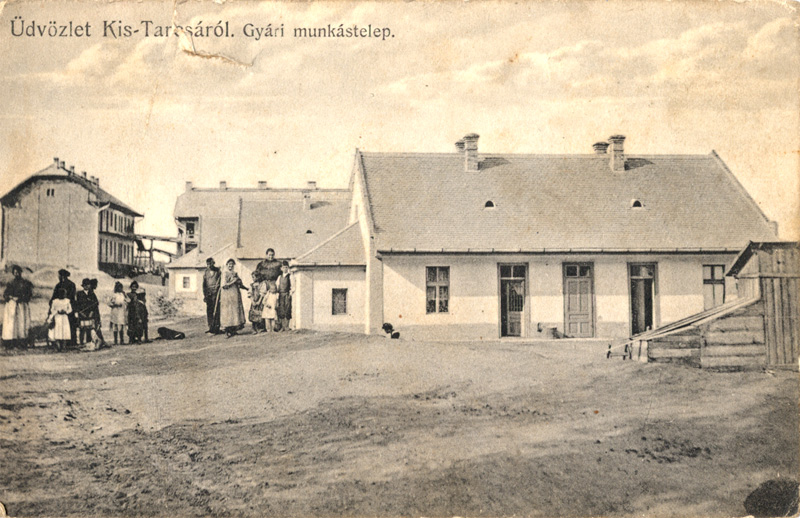
A munkástelep 1921-ben

A tábor alapjául az 1907 és 1928 között működő Gép- és Vasútfelszerelési Gyár (köznyelven „a vasgyár”) munkástelepe szolgált. Ez a gödöllői HÉV vonalától északra, a könnyebb megközelíthetőség érdekében a gyártól nagyjából 250 méter távolságra került kijelölésre. Kezdetben 600 munkás érkezett a községbe a jobb életkörülmények és a munkalehetőség reményében. Ez a szám a gyár csődjének idején 1000 fő körül volt. A munkások a falutól elszeparáltan, önálló kolóniában laktak. A szolgáltatási és infrastrukturális háttér éppúgy független volt, mint a népiskolai oktatás, a postahivatal, az élelmiszer-ellátás és az óvodai szolgálat. A lakóépületek hozzávetőleg 350–400 négyzetméter alapterületűek voltak, a földszintes tömbökben négy azonos lakószobát alakítottak ki, önálló udvarral, egymástól elválasztva. Az ivóvízellátást Kerepes területéről biztosították.

## A tábor szerveződése (1928-tól a német megszállásig)

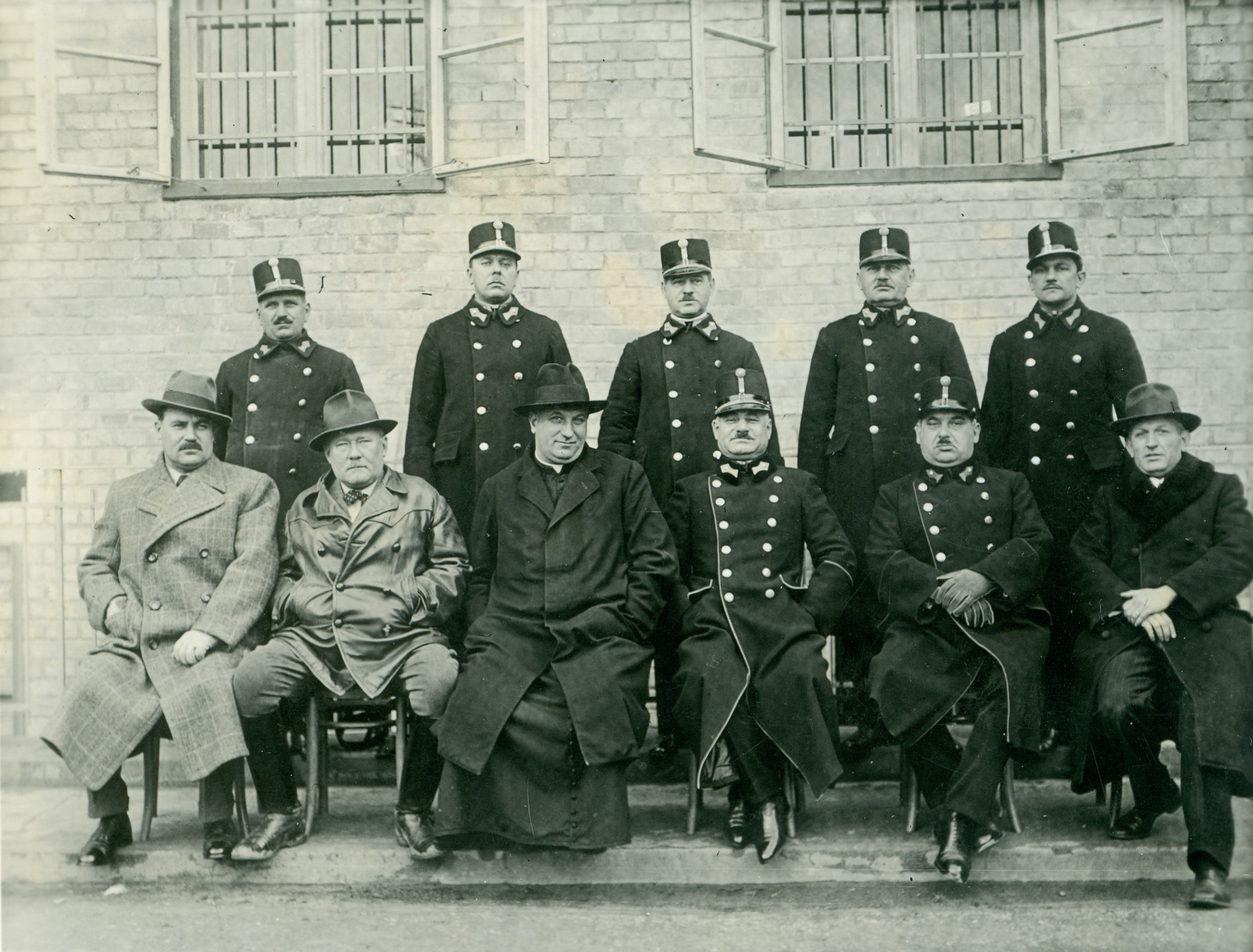
Kistarcsai Kiegészítő Toloncház személyzete 1940-ben. Az ülő sorban balról a negyedik Fehér Mihály rendőr főfelügyelő, táborparancsnok.

A gazdasági válság idején a Gyár tönkrement, 1928. április 30-án bezárt, munkásait kénytelen volt elbocsátani. Részvényeinek nagy részét a Ganz és Társa-Danubius Rt. vásárolta meg, a gépparkot teljes egészében elárverezték. A gyárhoz tartozó munkástelepet további hasznosításra 1938-ban a Magyar Királyi Rendőrség Vidéki Főkapitánysága vette át. Az 1938-1939. évi állami zárszámadásban külön említik: a BM költségvetésében „kistarcsai kisegítő toloncház” címen a rendőrség 200 000 pengőt költött internálási funkcióra való átalakításra. 1940-ben mint „Kistarcsai kisegítő toloncház” a „Budapestvidéki felügyeleti körzetbe” tartozott Ekkor kezdték tervszerűen felgyorsítani az internálótábor fejlesztését. Körülbelül 18 000 négyzetméternyi területet szeparáltak el a község közepéből, utcákat zártak le betonkerítéssel, magasított szögesdróttal, őrtornyokkal. Keresztes-Fischer Ferenc fejlesztéseinek fő célja elsősorban a szélsőséges pártok térnyerésének mérséklése volt. 1941-ben az intézet neve: Magyar Királyi Rendőrség Kistarcsai Kiegészítő Toloncháza. Az átalakítás anyagi kerete eredetileg egy budapesti rendőrfogház építését fedezte volna, de megfelelőbbnek találták, ha az eljárás alá vont személyeket a fővároson kívül helyezik őrzés alá. Feladatuk a rendszer által deviánsnak titulált, a közélet számára nemkívánatos személyek (kommunisták, csavargók, munkakerülők, prostituáltak) őrzése, továbbá az enyhébb bűntetteket elkövetők büntetés-végrehajtása volt.
Az internálás jogi szabályozása az alábbi jogszabályok alapján nyert keretet:
A honvédelemről szóló 1939. évi II. törvénycikk 150. § szerint:

„A minisztérium elrendelheti, hogy azokat a személyeket, akiknek bizonyos községben vagy az ország bizonyos részeiben való tartózkodása a közrend és a közbiztonság vagy más fontos állami érdek szempontjából aggályos vagy gazdasági okokból káros, községi illetőségükre tekintet nélkül abból a községből, illetőleg az országnak abból a részéből ki lehet tiltani. Az ilyen személyeket akár tartózkodási helyükön, akár az ország más helyén rendőrhatósági felügyelet vagy a szükséghez képest rendőrhatósági őrizet alá is lehet helyezni.”

Az 1939. évi 760. számú BM. rendelet 1. § szerint:

„A rendőrhatósági felügyelet alá helyezést, a kitiltást és a rendőrhatósági őrizet alá helyezést (internálást) magyar állampolgárokkal szemben az elsőfokú rendőrhatóság, Budapesten a m. kir. rendőrség budapesti főkapitánya, külföldiekkel szemben pedig a Külföldieket Ellenőrző Országos Központi Hatóság rendeli el.”

Az 1939. évi 8130. számú M. E. rendelet 1. § szerint:

„A rendőrhatóság azokat a személyeket, akiknek bizonyos községben vagy az ország bizonyos részeiben való tartózkodása a közrend és a közbiztonság vagy más fontos állami érdek szempontjából aggályos vagy gazdasági okokból káros: a) tartózkodási helyükön rendőri felügyelet alá helyezi b) […]”

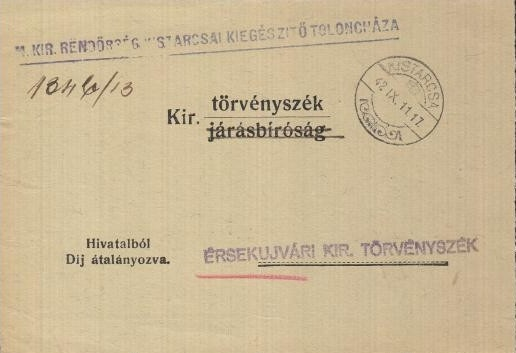
Kistarcsai Kiegészítő Toloncház küldeményének kézbesítése vevénye (1942)

1939 augusztusában lázadás tört ki a toloncházban az akkori parancsnok, dr. Fehér Mihály rendőr főfelügyelő rendelkezése miatt, amelyben rendészeti okok miatt nem engedélyezte azoknak a személyeknek a látogatást, akik nem közvetlen hozzátartozói az internáltaknak. A táborban több, a „B épületben” elhelyezett internált fellázadt, eltorlaszolták magukat az épületben, és erőszakosan léptek fel az őrszemélyzettel és a Budapestről segítségként érkező rendőrökkel szemben. Az eset kapcsán 41 internáltat állítottak elő, és a pestvidéki törvényszék fogházába kísérték. A fővárosi királyi törvényszék 12 internált ellen megszüntette az eljárást bizonyíthatóság hiányában (őket visszakísérték a kistarcsai toloncházba). A 29 internált ügyében 1940. november 14-én született jogerős ítélet, ellenük hatósági közeg ellen elkövetett erőszak vétségével rendeltek el legkevesebb hat hónap fogházbüntetést.
A rendszer által vállalhatatlan szélsőséges (kommunista és hungarista) mozgalmak számos tagja került internálás alá. 1939. február 23-án a belügyminiszter a Nemzeti Szocialista Magyar Pártot feloszlatta, vezetőségének közel száz tagját pedig a következő napokban letartóztatták és internálták. Rajk László későbbi belügyminisztert 1941. október 14-én tartóztatták le az illegális kommunista pártban végzett tevékenysége miatt, és szállították Kistarcsára. Itt együtt raboskodott Apró Antallal, aki több, mint egy évi internálást követően megszökött a toloncházból.
A belügyminiszter 1943. október 29-én kelt 1943. évi 690. számú rendelete alapján Kistarcsa területén a rendőrhatósági jogkört (melyet 1925-ben a csendőrségnek utaltak ki) a mátyásföldi rendőrkapitányság látja el november 15-től. A mátyásföldi kapitányság személyi állományának tagjai voltak ekkor Vasdényey István és Jámborffy Béla rendőr főfelügyelők is, akik később a toloncház vezetését (előbbi táborparancsnokként, utóbbi helyettesként) látták el. A Toloncházban működött a 145. számú rendőrőrszoba, a Deák Ferenc utca 1. szám alatt, Toloncház II. jelöléssel (a Toloncház I. a budapesti Mosonyi utcai Toloncház volt).

## A német megszállás és a vészkorszak idején (1944)

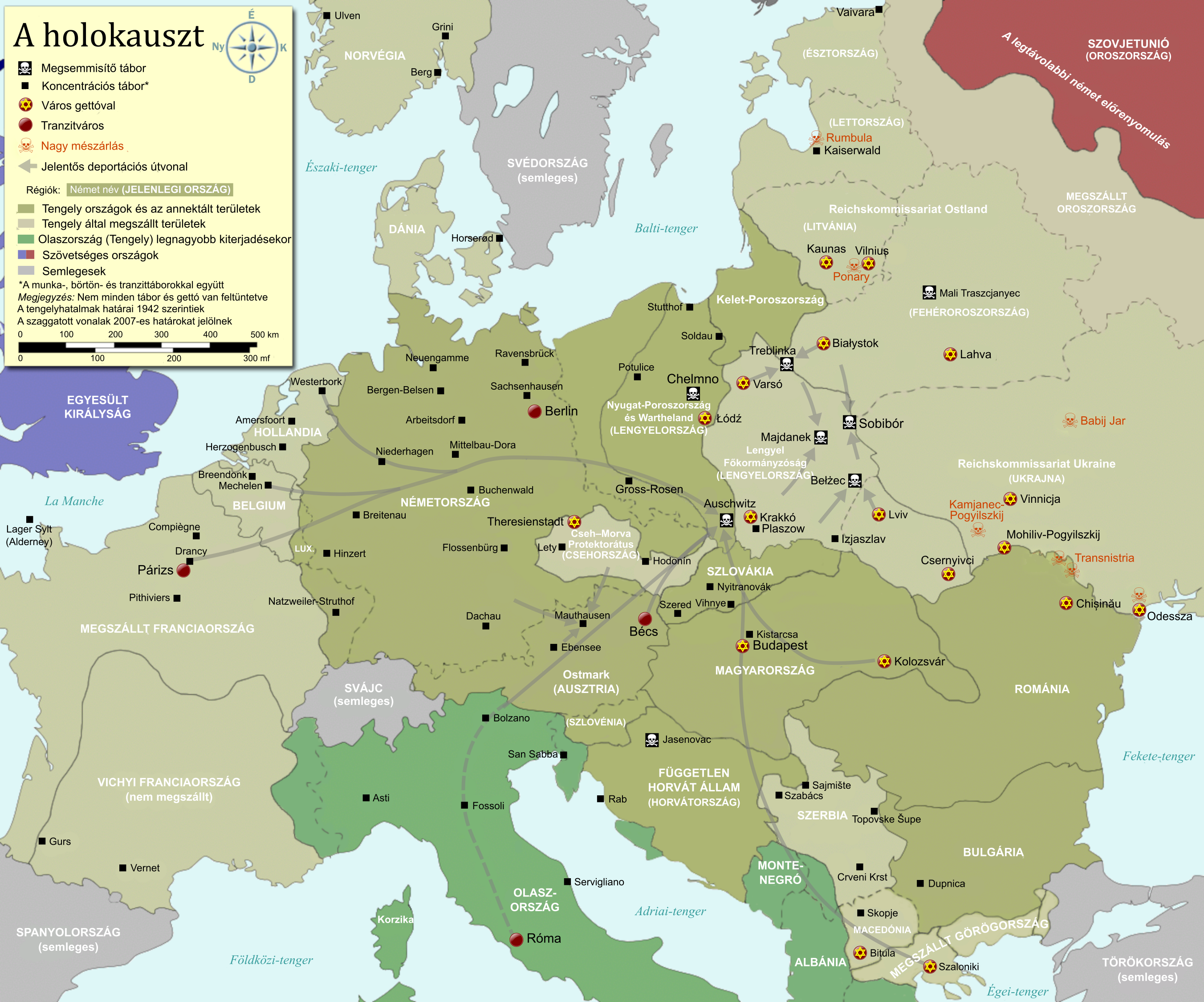
Koncentrációs táborok Európában a második világháború idején a főbb deportálási útvonalakkal (közöttük Kistarcsa is)

### Március–május
Az erősödő külpolitikai hatás, majd Magyarország 1944. március 18-19-én bekövetkező német megszállása után a tábor öt pavilonjából négy állt a rendőrség rendelkezésére, az egyikben kaptak helyet az ún. „régi őrizetesek”, a folyamatosan itt működő kiegészítő toloncház (főképpen politikai, szocialista ideológiájú) foglyai. Egy pavilont pedig a németek használtak a Wehrmacht és az SS különböző kihágások miatt megbüntetett katonáinak őrzésére. Az őrizetesek mellett helyet kaptak az összegyűjtött és deportálásra váró zsidók (az objektum neve németül: RSHA Transport Lager Kistarcsa), akiket a magyar hatóságok már március 19-én elkezdtek összegyűjteni Budapest területén. A következő napokban pedig a megszálló német hadtestetekkel érkező SS alakulatok hajtóvadászatot indítottak (Einzelaktionen, vagyis „egyedi akciók”) a pályaudvarokon, külvárosi villamosmegállókban és hajóállomásokon újabb zsidók után. A zsidó foglyok maximális létszáma a megszállás után közvetlenül még csupán 485 fő volt. Ezeket az embereket a magyar hatóságok által előre összeállított, kész listák alapján, a saját lakásukon kereste fel razziák keretében az SS és a magyar rendőrség. Először a Rökk Szilárd utcai Országos Rabbiképző Intézetben berendezett kisegítő toloncházba kerültek (melyet a németek felügyeltek), majd innen szállították át őket Kistarcsára. Az úgynevezett „B” pavilonban, a központi épületben tartottak fogva 280, prominensnek titulált zsidót (gyáriparosokat, politikusokat), illetve Bálint Ákos György (ekkor még ügyvédjelölt) összesen 75 zsidó ügyvéd nevét sorolta fel visszaemlékezésében. A legnagyobb csoportot (800-1000 fő körül) azok a zsidók alkották, akiket a Gestapo tartóztatott le, és átmeneti börtönfogság után egy Lemke nevű SS altiszt vitetett át Kistarcsára.
A német megszállást követően az első deportálóvonat (Hermann Krumey SS-Obersturmführer irányításával) Kistarcsáról indult el 1944. április 28-án, 1800 fős transzporttal (javarészt 16-60 év közötti férfiakat és 18-50 év közötti nőket pakoltak fel 45G mintájú marhavagonokba). A szerelvény május 2-án érkezett Auschwitz-Birkenauba. Ezután átmenetileg 350-400 főre csökkent a foglyok száma. 1944. június 20-ig nagyjából 2000 fő indult el Kistarcsáról a német koncentrációs táborok felé. Az 1944 áprilisi és májusi Magyarországi Zsidók Lapja közzétette, hogy a Pártfogó Irodán keresztül, az Országos Magyar Zsidó Segítő Akció (OMZSA) keretében lehetőség van csomagküldésre a táborban fogva tartott zsidók számára. A csomagokban korlátozottan lehetett élelmiszert, ruhaneműt és tisztálkodási szereket küldeni, de például levelet, okmányokat, szeszes italt, cipőt nem tartalmazhattak a csomagok.
1944 májusában a Bosnyák Zoltán (a Zsidókérdést Kutató Magyar Intézet vezetője) által szerkesztett Harc! című hetilap fotósai jelentek meg a táborban, hogy a lap számára képeket készítsenek a fogva tartott zsidókról. A fotózás körülményeiről Brámer Frigyes egykori fogvatartott írt visszaemlékezésében:

„A Kistarcsára való érkezésünk után röviddel egy vasárnap ebédutáni időben kiparancsoltak bennünket a pavilonból és a szabadban hosszú kettős sorokba állítottak. A „Harc” nevű véresszájú szennylap fotóriportere lefényképezte a „túszokat”, de kiválasztott néhány nagyorrú foglyot és ezeket egymás mellé állította […].”

– Brámer Frigyes, Zsidó túszok – Kistarcsa 1944 „B” Pavilon

### Július

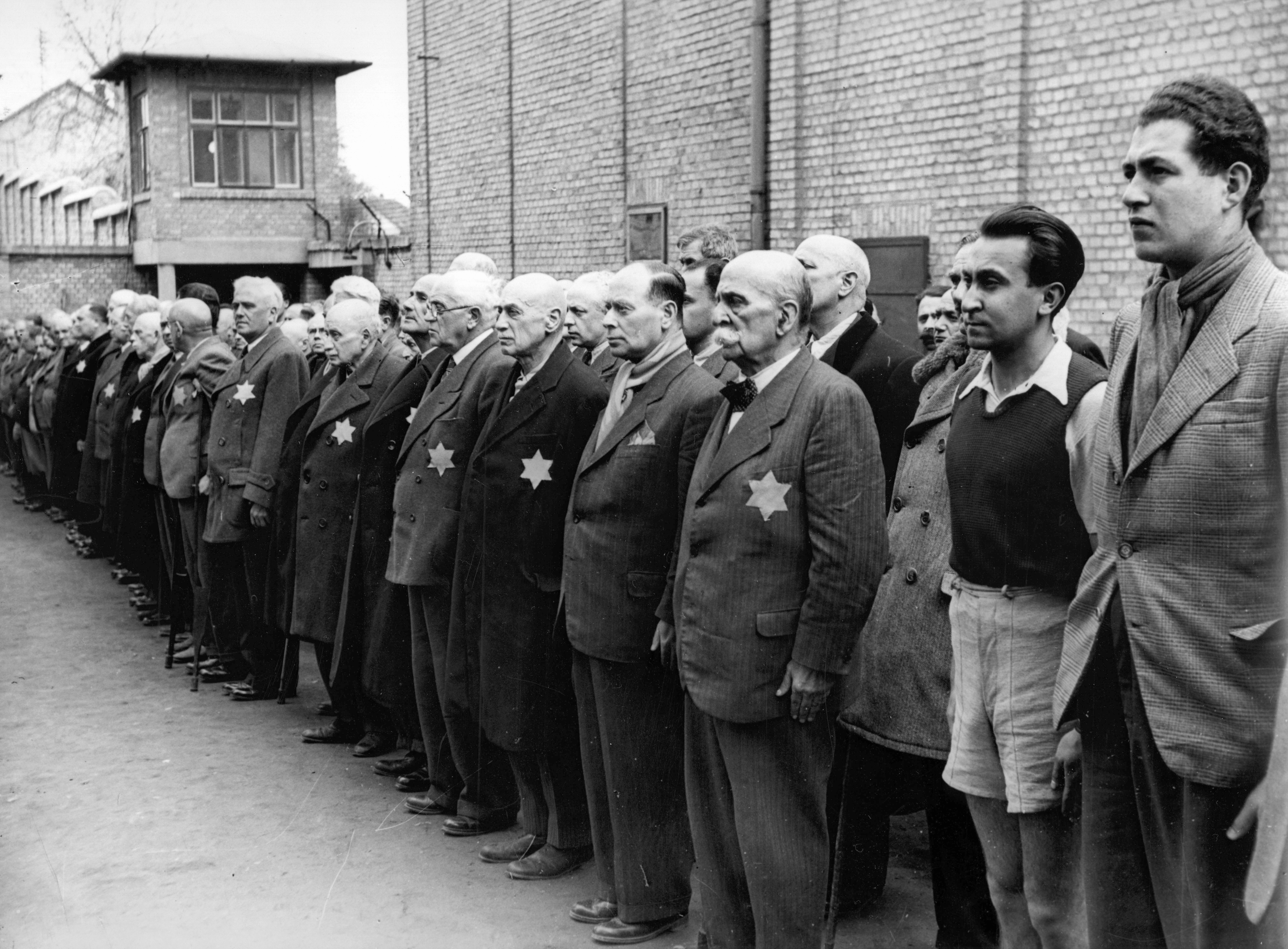
Zsidók Kistarcsán 1944-ben

1944. július 12-én Adolf Eichmann SS-Obersturmbannführer ötven vagonból álló vasúti szerelvényt rendelt Kistarcsára július 14-re. Tervei szerint Kistarcsáról 1000 (a „D” és „E” pavilonokból, a „B” pavilonbeliekkel kivételeztek), a Rökk Szilárd utcai ideiglenes toloncházból pedig 500 zsidót a X. kerületi Budapesti Gyűjtőfogházba, majd az Auschwitzi koncentrációs táborba szállíttatott. Mindezt annak ellenére tette, hogy Horthy a nemzetközi nyomás és a megváltozott katonai helyzet hatására végül július 6-án leállította a deportálásokat. A tábor parancsnoka, Vasdényey István rendőr főfelügyelő a kistarcsai állomásfőnöktől értesült a különvonatról. Rövidesen értesítette Bródy Sándort, a Zsidó Tanács megbízottját, ő pedig Stern Samut, a Tanács elnökét. Rajtuk keresztül Horthy Miklós is tudomást szerzett a készülő deportálásról, és utasította dr. Lulay Leó tartalékos csendőr századost (Ferenczy László helyettesét), aki az elindított szerelvényt Hatvannál utolérte, és visszafordíttatta Kistarcsára.
Stern visszaemlékezése szerint a kistarcsai tábor kiürítésének fő oka az volt, hogy Eichmann elfogadhatatlannak tartotta Horthy lépését, ugyanakkor nem akart nyíltan szembemenni a magyar vezetéssel. A Zsidó Tanács vezetőit július 19-én reggel 8 órára hosszas tárgyalásra hívatta a Svábhegyen található SS főhadiszállásra Otto Hunsche SS-Hauptsturmführerhez. Ezalatt Kistarcsán Ubrizsy Pál rendőr segédfogalmazó (a Rökk Szilárd utcai ideiglenes toloncház parancsnoka) Baky László államtitkártól a tábor kiürítésére kapott felhatalmazására hivatkozva követelte a zsidók kiadását. Amikor Vasdényey ezt a kormányzó általános tilalmára hivatkozva megtagadta, Franz Novak SS-Hauptsturmführer (Eichmann egyik főkoordinátora) a Sonderkommando három szakaszával bedöntette a tábor kapuját, a tábor udvarán gyorsan összeterelték, majd teherautókra pakolva elhurcoltak 1220 főt a korábban összeállított transzportból (280 főt július 17-én átszállítottak Sárvárra). Elővigyázatosságból minden fogvatartottról leszedették a sárga csillagot, hogy még inkább feltűnésmentes legyen a deportálás folyamata. Rákoscsabán vasúti kocsikra pakolták a transzportot, és elindultak velük Auschwitz irányába. A Zsidó Tanács tagjait Hunsche este nyolc óra környékén engedte el, amikor telefonon értesítették, hogy a deportáló szerelvény már átlépte az országhatárt. Vasdényey, bár nem tudta megakadályozni a deportálást, igyekezett humánus körülményeket kialakítani a táborban (szabad csomagforgalom, gyermekek szabadon bocsátása), amiért a Jad Vasem Intézet 1969. november 11-én a Világ Igaza címet adományozta számára. Habár későbbi deportálásról nincsenek információk, az ismert, április végén és július közepén végrehajtott tömeges elhurcolás után sem ismerte el a magyar kormány Kistarcsát zsidó gyűjtőtáborként.

„A magyar kormánynak elvileg nincsen észrevétele az ellen, hogy a Vöröskereszt megbízottja látogatást tegyen a sárvári vagy kistarcsai táborokban, bár ez a két tábor nem úgynevezett zsidó gyűjtőtábor, mert ilyen jelenleg az országban nincsen, és más jellegű internáltak is el vannak ott helyezve. A magyar kormánynak ugyancsak nincsen észrevétele az ellen, ha a magyar Vöröskereszt élelmezési és ruházati cikkeket tartalmazó csomagokat küldet e táborokban levő zsidóknak.”

– Csopey Béla követségi tanácsos 1944. július 23-án kelt feljegyzése Schirmer Vöröskereszt megbízottal folytatott tárgyalásáról, szerk.: Karsai Elek: Vádirat a nácizmus ellen, 3. kötet

### Augusztus–december
A szovjet és román csapatok gyors előretörése miatt a németek hátrálása a tábort is érintette. Az 1944 júliusi események után további deportálások nem indultak. A tábor területén a fogva tartottak mozgása némileg szabadabb lett, létszámuk már csak 220 fő volt. Július 28-án a Zsidó Tanács petíciót nyújtott be a még fogva tartottak szabadon engedése érdekében. Jungerth-Arnóthy Mihály külügyminiszter-helyettes augusztus 10-én kelt, „a Minisztertanácshoz a zsidókérdés „nyugvópontra hozatala” érdekében” írt jelentésében szorgalmazta egy német–magyar kétoldalú nyilatkozat megszületését, amelyben kijelentik, hogy „mellőzik a zsidóknak saját szerveik útján az országból való eltávolítását (Kistarcsa, Sárvár)”. Feljegyzések szerint a táborban az orvosi ellátás, az elhelyezés és az élelmezés jó volt, kérelmezték, hogy a levelezést legalább a Vöröskereszt által biztosított levelezőlapon biztosított legyen. Kistarcsát és környékét szeptember 13-án érte először légitámadás, amelyet 18-án egy újabb követett, összesen valamivel több, mint száz lakóépületet érintettek a légibombák okozta rombolások. 1944 szeptemberére a tábor felügyeleti jogkörének kérdése egyáltalán nem volt egyértelmű sem a magyar, sem a német hatóságok számára. Perlaky Gyula minisztériumi osztálytanácsos rendelte el a foglyok szabadon engedését, melyre a táborban szeptember 26-27-én került sor. Páran azonban a Rózsadombon kialakított „Intelligenz Lager”-be kerültek, mint „népgazdaságilag hasznos” (WW, vagyis wirtschliftlich wertvoll) zsidó. Őket aztán Theresienstadtba vitték. Két alkalommal került sor a község kiürítésének elrendelésére (november 5. és 16.), de mindkét alkalom eredménytelenül zárult. Időközben a kelet felől a főváros irányába visszavonuló német alakulatokkal együtt a tábor őrszemélyzete is elvonult. Kistarcsát 1944. december 28-án érte el a 151. szovjet lövészhadosztály és a 7. román gyalogos hadtest. A község területén nem volt ellenállás.

### A háború után
Jámborffy (Zachar) Béla rendőr főfelügyelő, 1943-tól a toloncház osztályparancsnoka (Vasdényey helyettese) kevésbé járt el humánusan a fogva tartottakkal. 1947 májusában az államvédelmi osztály népügyészsége felhívást tett közzé, amelyben kérte azoknak a jelentkezését, akiknek volt tudomása Jámborffy túlkapásairól. A vád szerint karhatalmi erőket biztosított Novak SS-alakulatának megsegítésére, így aktívan hozzájárult ahhoz, hogy a zsidó foglyokat a július 19-i, második akcióban sikeresen elindítsák Auschwitz irányába, önmaga pedig közben gumibottal verte a foglyokat. Egy másik alkalommal pedig 240 internált zsidót kísértetett gyalogmenetben Komáromba, ami közben többen összeestek és meghaltak. Mindezekért végül 1947. november 26-án a népbíróság jogerősen életfogytiglani fegyházbüntetésre ítélte.
Bródy tanúként részt vett 1961-ben az Eichmann ellen indított perben, amely kapcsán a Kistarcsán történtekről kérdezte a bíróság, többek között Vasdényey táborparancsnokként tanúsított viselkedéséről.

„Vasdényei első perctől, amióta kint voltam, segített. Neki köszönhettük, hogy a 14 éven aluli gyerekeket átadták nekem. Neki köszönhettük, hogy berendezhettem a Bethlen téren egy kórházat a második emeleten, és a betegeket átadták nekem.”

– Dr. Bródy Sándor vallomása az Eichmann-perben, Az Eichmann-per 53. ülésének jegyzőkönyve (1961. május 25.)

## Átmeneti időszak (1945–1950)

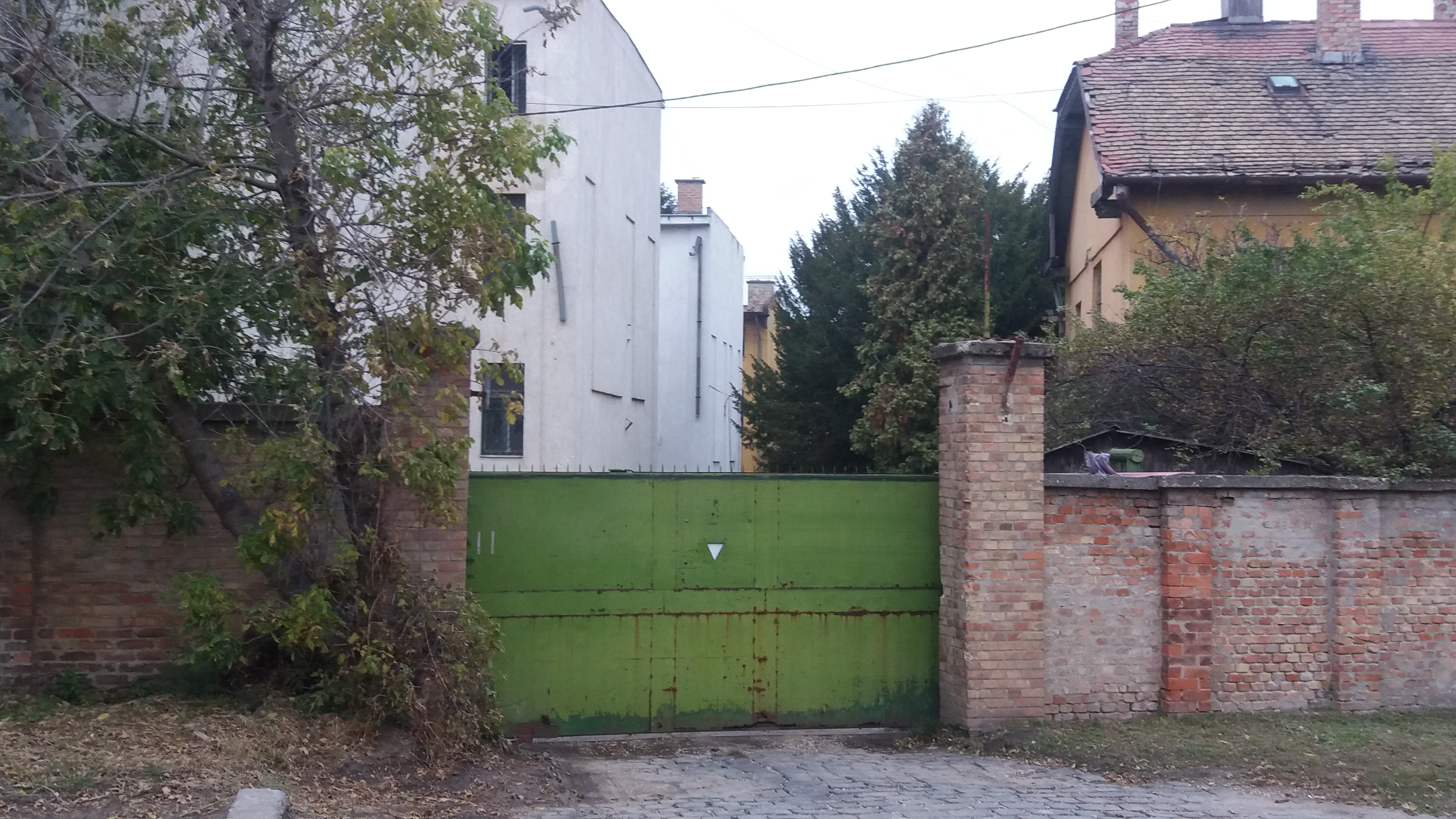
A tábor főbejárata (Deák Ferenc utca) 2016-ban

### Internálások a háború után
Az ország szovjet megszállását követően megindult a korábbi karhatalmi és politikai erők felszámolása, illetve újraalakult a korábbi kommunista párt. Ennek helyi szervezete igyekezett a környéken bujkáló nyilasokat megtalálni és begyűjteni a táborba. Őket segítette a mindössze botokkal felfegyverzett önkéntes rendőri alakulat, élükön Hoffman Jánossal, aki Kerepes és Kistarcsa közbiztonságáért egyaránt felett. Az Ideiglenes Nemzeti Kormánynak a népbíráskodásról szóló 1945. évi 81. M. E. számú rendeletének 3. §-a értelmében „A népbíróság által kiszabható büntetések: internálás”. Ezt később az 1945. évi 1.440. számú miniszterelnöki rendelettel módosították, az internálás ekkor már nem szerepelt a kiszabható büntetések között. 1945. március 21-én indult újra a tábor működése, melyet Péter Gábor (ekkor még a budapesti rendőrség PRO vezetőjeként) is meglátogatott. 1945. április 12-ig (az Államrendőrség Politikai Rendészeti Osztályának korabeli jelentései szerint) 1869 főt internáltak Budapesten, az ország 15 internálótáborában pedig összesen 23 ezer embert (Kistarcsán nagyjából 300–400 fő raboskodott). Legnagyobb részük nyilas, háborús bűnös (úgynevezett „volksbundisták”, akiknek kötelező volt a zöld karszalag viselése), a Horthy- és a Szálasi-korszak politikailag aktív résztvevői, csendőrök, katonatisztek. 1946 augusztusában megszüntették a 600 fős befogadóképességű Tutaj utcai internálótábort, az értelmiségi internáltakat Kistarcsára szállították.

### Rendőrképzés Kistarcsán

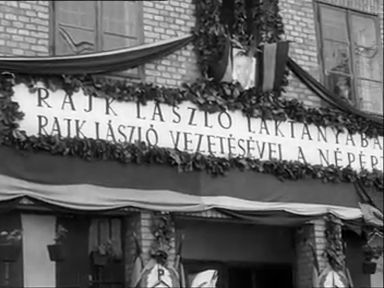
Pillanatfelvétel a Rajk László Laktanya avatóünnepségéről

Az Ideiglenes Nemzeti Kormány 1945. évi 6.690. számú miniszterelnöki rendelete szerint vármegyei főkapitányság keretében tanosztályok és tanfolyamok alakíthatóak. Erdei Ferenc megalkotta a rendőri tanosztályok felállításáról szóló 192.025/1947 IV/1. számú belügyminiszteri rendeletet, amely Szebenyi Endre jegyzésében kihirdetésre került 1947. március 3-án. A rendelet nyomán létrejött az I-VII. Tanosztályparancsnokságok, illetve Budapesten az Őrsparancsnokképző Tanosztály, mint új, tiszthelyetteseket képző intézmények. Ennek keretében megnyílt a Magyar Államrendőrség Budapesti rendőrségének I. számú Kistarcsai Tanosztályparancsnoksága. A tanosztályokon a képzés három fokozatban történt: próbarendőri (I. fokú), tiszthelyettesi (II. fokú), őrsparancsnoki (III. fokú). A Kistarcsai és az Őrsparancsnokképző Tanosztály a budapesti, a többi tanosztály a vidéki főkapitánysághoz tartozott. A 198.621/1947 IV/1. számú belügyminiszteri rendelettel létrejött a Rendőrgazdászati Tiszthelyettesi Tanalosztályparancsnokság, amelynek keretében Kistarcsán hat hónapos tanfolyam keretében képeztek gazdászati tiszthelyetteseket legalább próbarendőri tanfolyammal rendelkezők számára. A Tanosztály állomáshelyét 1947 augusztusában Rajk László Rendőr Laktanyára neveztek át, az ünnepélyes avatásról a filmhíradó is beszámolt:

„Kistarcsa a Horthy-időkben gyászos hangzású név volt. Ide záratta be a rendszer azokat a hazafiakat, akik a magyar nép szabadságáért, függetlenségéért harcoltak. Itt szenvedtek: Bajcsy-Zsilinszky Endre, Rajk László, Kiss János. A felszabadulás óta Kistarcsán a demokratikus rendőrség iskolája működik. A köztársasági elnök kívánságára ezt az iskolát Rajk Lászlóról nevezték el. (...) Először történt a felszabadulás óta, hogy élő emberről neveznek el közintézményt.”

– A MAFIRT 83. krónikája (1947 augusztusa)

A filmhíradóban elhangzottakkal kapcsolatban megjegyzendő, hogy egyedül Rajk László esetében találhatóak dokumentumok a kistarcsai internálásával kapcsolatban. Az 1947. augusztus 9-én tíz órakor megtartott avató ünnepségen Dinnyés Lajos belügyminiszter mondott beszédet.

„Ebben a laktanyában ezentúl a nép fiaiból alakult demokratikus rendőrség fogja kiképezni tagjait, akikre az a hivatás vár, hogy demokráciánknak egyik alappillére legyen.”

– Dinnyés Lajos belügyminiszter Kistarcsán elmondott beszéde

1948-ban a Tanosztálynál szolgált Mátsik György r. őrmesteri fokozatban sportelőadóként. Ugyanebben az évben a Magyar Építőmunkások Országos Szervezete csapatzászlót ajándékozott a Tanosztálynak.
Oktatók, illetve egykori hallgatók voltak (az aktuális rang feltüntetésével):
- Bánfalvi Nándor rendőr szakaszvezető (1948-ban 1 éves tanfolyamon vett részt)[80]
- Fekete József rendőr szakaszvezető (1948-ban 6 hónapos nyomozó tiszthelyettesi tanfolyamon vett részt)[81]
- Holczmann Gusztáv rendőr szakaszvezető (1947-ban 7 hónapos tanfolyamon vett részt)[82]

### Központi Internálótáborrá válás
Az épületeket 1949 tavaszán újabb szintekkel bővítették. 1949 márciusában a Veres József, a Közrendészeti Főosztály vezetője megbízta a Gazdasági Hivatalt a rabkörletekből hiányzó 600 tábori fekhely alapanyagainak beszerzésével (300 ezer forint fedezet volt rendelkezésre bocsátva), melyeket aztán az internáltak készítettek el a műhelyrészlegben. Buda-délről első körben március 21-én szállítottak foglyokat Kistarcsára (nagyjából harmincat). A rabokkal együtt érkezett a tábor új parancsnoka, Ruscsák Lajos rendőr alezredes is, aki korábban a Buda-déli Internálótábort vezette. A tábor Deák Ferenc utca felőli szakaszán felépítettek egy újabb rabkörletet. Elkészült továbbá a vizesblokk ellátását szolgáló jellegzetes víztorony is, amelynek tetejére reflektorokat és géppisztolyokat telepítettek. Ez szolgálta a tábor udvarának éjszakai megfigyelését. A tábort kisajátítás útján bővítették egy, korábban lakóházként funkcionáló többszintes épülettel, amelyből 20 lakost helyeztettek át más lakhelyre. Ehhez 150 ezer forint jóvátételi díjat adtak számukra. A jogalapot a BM Politikai Kollégium 1949. május 30-i ülésén született határozata adta. Erre azért volt szükség, hogy az egyébként egyetlen tűzfallal határolt utcafront miatt ne legyen lehetőség az internáltak és a táboron kívüliek érintkezésére. A táborvezetés engedélyt kért arra, hogy – mivel a „priccseket” az internáltakkal csináltatták meg az asztalosműhelyben – a megtakarított 215 ezer forintból 2500 fő számára szalmazsákokat és takarókat szerezhessenek be.

„Előterjesztésemet a helyszűke, de egységes elhelyezés, azonkívül az ellenőrzés szorgosabb lehetősége miatt teszem meg. Nem közömbös az egységes elbánás elvének kidomborítása is ott, ahol egyszerű, szegény sorsú emberek vannak a jobb módú emberekkel együtt elhelyezve. Az egyiknek nincs derékalja és takarója, a másik – mivel teheti – matracon fekszik és paplannal takarózik. Kincstári tulajdon hiányában eddig kénytelenek voltunk megengedni a polgári holmik beadását.”

– Ruscsák Lajos r. alezredes, táborparancsnok, Bank Barbara: Fedőneve: „Marcsa” és „Sándor”

Ruscsák kérelmére Kardos György r. alezredes válaszolt 1949. június 23-án, elutasította a beszerzést, a fennmaradt összeget vissza kellett fizetni, és a Pálfy téri raktár készletéből kiutalt 150 darab használt takarót, 280 darab használt szalmazsákot és 400 darab szalma fejvánkost a tábor számára. A Magyar Államrendőrség Budapesti Főkapitányságának Központi Internálótáboraként működő Buda-déli Internálótábort (székhelye a volt IV. Károly-laktanya, Budaörsi út 61. volt) 1949. április 30-áig kiürítették, az épületek pedig visszakerültek a Honvédelmi Minisztérium gondozásába. Ezzel létrejött a Nagy-budapesti I. kerületi rendőr-főkapitányság Központi Internálótábora Kistarcsán. (A rendőr-főkapitányság hatásköre kiterjedt Budapest, illetve a hozzácsatolt települések területére is.) 1949 nyarán már nagyságrendileg 2500 ember raboskodott az eredetileg 600 fő befogadására előkészített tábor épületeiben.
Ruscsákot lopás miatt 1949 szeptemberében leváltották, 1950. május 5-ig utóda a korábban Buda-délen szolgáló helyettes parancsnoka, Taródi Zoltán rendőr alezredes volt. Visszaemlékezések szerint elődénél emberségesebben bánt az internáltakkal. Az internáltaknak szabad mozgása volt a tábor területén, minden nap 8 és 12 óra között mehettek beszélőre, és dolgozhattak az asztalos-, valamint a játékkészítő műhelyben, illetve miséket is tarthattak, Hamvas Endre csanádi püspök közbenjárására pedig még teológiai főiskola is működhetett. Az élelmezés szegényes volt (reggelire feketekávé és egy szelet kenyér, a további főétkezésekre rántott leves, illetve valamilyen főzelék volt a kiosztott élelem), ugyanakkor a beküldött csomagokkal (ha korlátozottan is, de) kipótolhatták az étkezést. Jelentős büntetésnek minősült éppen ezért a csomagküldés megvonása.

## A kommunista terror (1950–1953)

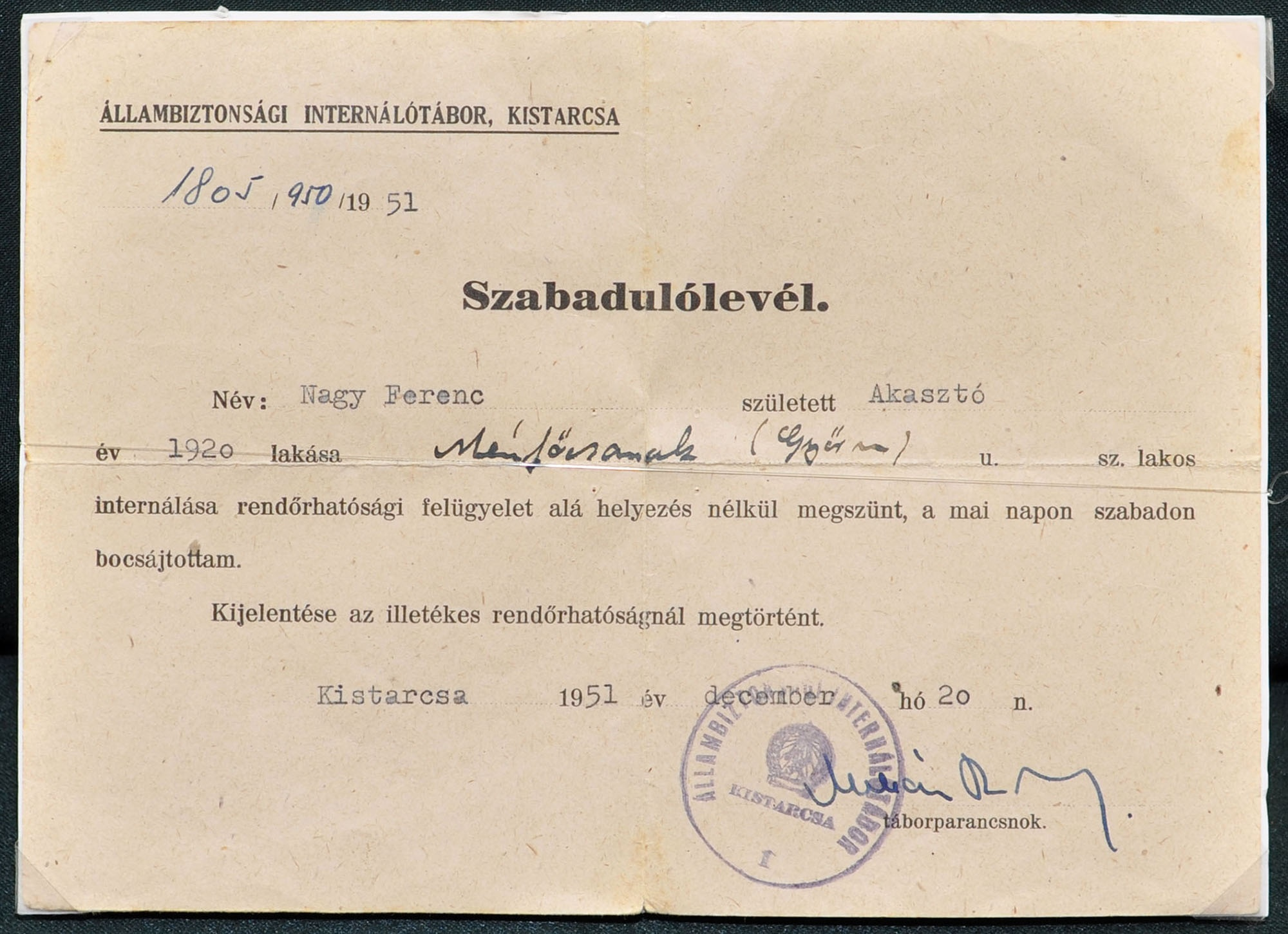
Nagy Ferenc szalézi szerzetes szabadulólevele 1951 decemberéből (alul Urbán Rezső táborparancsnok aláírásával)

1950. május 5-én Péter Gábor utasítására az Államvédelmi Hatóság átvette az irányítást a tábor felett. Ennek története kifejezetten érdekes, mivel a tábor átadás-átvétele a karhatalmi szervek (a rendőrség és az ÁVH) között fegyveres úton történt. Május 5-én hajnalban ÁVH-s különítmény jelent meg a Deák Ferenc utcai főkapu előtt. Először a kapu melletti őrhelyen álló rendőröket fegyverezték le, majd a kapu kinyitása után a belépő, gépfegyverrel biztosított ÁVH-s egységek a fegyvertelen rendőröket kettes sorba állítva a fogdába irányították. Az átvett táborban a meglévő szögesdrótos betonfalakon belül újabb épületeket emeltek. A rendszer irányvonala a politikailag veszélyes elemek (értelmiségiek, ismert politikusok, papok, írók, művészek) felé fordult. Az addig elviselhetőnek nevezhető tartási körülmények szinte teljesen megváltoztak. Az új parancsnokság hermetikusan lezárta a tábort, fokozatosan beszüntették a fogvatartottak és hozzátartozóik közötti levél- és csomagforgalmat (szeptemberben még korlátozott számban írhattak levelet az internáltak), illetve a rendszeres havi „beszélőt” (a rabok így nevezték a látogatást). Az ablakokat bemeszelték, a mozgási lehetőségeket pedig jelentősen korlátozták a tábor területén. Kistarcsán az egy női és négy férfi ezred létszáma 3000 fő körül mozgott. Közülük a visszaemlékezések szerint 400 nő volt. Egy rabra kevesebb mint fél négyzetméter élettér jutott. Romlott az élelmezés minősége is, emiatt csökkentették a fejadagokat. Mindennapossá vált a fizikai bántalmazás, az internáltakkal való bánásmód – mind a fizikai, mind a pszichikai téren – egyre brutálisabb és kíméletlenebb lett. Éjszakánként folytatták le a kihallgatásokat a parancsnoki épület pincéjében, így az aláírt vallomásokat rövid időn belül tovább lehetett küldeni az Andrássy út 60. alatti székházba. A rabok nagy részét ezután indították útnak a recski kényszermunkatábor felé.
A tábort (és egyben az alosztályt is) a fegyveres átvételtől egészen 1951 novemberig Potecz Sándor áv. százados vezette. Szolgálati ideje alatt került sor a parancsnoki épület belső kialakításának, a víztoronybeli kórházrészlegnek, új vizesblokkok, illetve a belső falrendszer kialakítására. A BM és az ÁVH között vita alakult ki ugyanakkor, hogy a régi és az új kivitelezési munkálatokat melyik hivatal köteles fizetni (mivel a tábor korábban a BM szervezeti egysége volt). A vitát egy megállapodással oldották meg, melyet május 11-én kötött a két karhatalmi szerv, június 13-án pedig megbeszélés zajlott a táborvezetés és az építészek között a változtatások kapcsán. Az építkezés munkálatok befejezésére 1950. szeptember 16-án került sor. A táborvezetés adminisztratív teendőit egy 1951. november 2-án kiadott parancs alapján az ÁVH VI. (Jogi és Börtönügyi, később Vizsgálati) Főosztály VI/2. (Börtönügyi) Osztályának VI. alosztálya látta el. A tábor személyzete a IV/1. Osztály (Belső Karhatalmi Dandárparancsnokság) 6. zászlóaljának állományába tartozott (a budapesti, váci és recski őrszemélyzettel együtt).
1951 novemberében Urbán Rezső áv. főhadnagy lett a tábor vezetője, egészen 1953. november 17-ig, amikor áthelyezték Kistarcsáról Komlóra (ekkor már századosi rangban), mint a Kőbánya Munkahely parancsnokság parancsnok-igazgatója. Urbán, és az operatív csoport vezetője, Antal Ferenc áv. hadnagy 1952 júliusa és decembere közötti működésének idejéről több jelentés fennmaradt. Ezek alapján az említett időszakban 1370 és 1424 fő között mozgott, az őrszemélyzet létszáma 54-62 fő volt (1952 decemberében 55, 1953 elején pedig 63 volt az őrök száma). Számtalan esetet írtak le a különböző fegyelmező eszközökről és módszerekről, melyek leginkább az internáltak elrettentésére szolgált. 13-14 öngyilkossági kísérlet és hat hónap lefolyása alatt 15 haláleset állt az 1952-es év statisztikájában. Az elhunytak közül 10 esetében tuberkulózist állapított meg Szabó Ernő áv. őrnagy, a tábor orvosa. 1952. január 1. és december 24. között összesen 25 internált hunyt el a táborban. Jelentősnek nevezhető az az összehasonlítás, amely szerint a teljes táborra kivetítve a tbc megjelenése 0,7%-os szintet ért el hat hónap alatt, mikor országos szinten ez a szám a teljes év tekintetében 0,66% volt. Az éhezés és a fűtetlen szobák fokozták a problémát, Dénes Béla internált orvos szerint „Kistarcsa a szó szoros értelmében Magyarország első számú tbc-fertőzési fészkévé vált”. Szerinte a tábori állomány 30-35%-a volt érintett a fertőzésben az 1953-as kiürítésének idején. A tábor funkciója 1952-ben megosztott volt: egyrészt a letartóztatott személyek ide kerültek az internálási véghatározat kihirdetése után, másrészt itt osztották szét az internáltakat a más táborokba való továbbszállításhoz.
Urbán Rezső áv. százados 1953. január 17-i jelentése szerint a kistarcsai internáltak létszáma 1396 fő. 1953 februárjában már 1600 fő körül mozgott a fogva tartottak létszáma. A leggyakoribb vádak valamilyen rendszerellenes magatartás volt („izgatás, szabotázs”), de a tiltott határátlépést megkísérlők (Fejes Endre író is ezért került a táborba 1951-ben), valamint a disszidálók rokonai is Kistarcsára kerültek.

## A korai „enyhülés” (1953–1956)

### Az amnesztia előkészítése
Péter Gábor 1953. január 3-i letartóztatása, majd Sztálin halála okozta a közeli politikai változások előszelét. Nagy Imrét július 4-én minisztertanácsi elnökké választásakor elhangzott expozéjában ígéretet tett az internálás megszüntetésére, az internálótáborok bezárására, valamint a kevésbé súlyos bűntettel vádoltak kegyemben való részesítésére, a részleges amnesztia törvénybe foglalására.

„[...] a kormány törvényjavaslatot terjeszt az országgyűlés elé, amelynek alapján szabadon kell bocsátani mindazokat, akiknek bűne nem olyan súlyos, hogy szabadlábra helyezésük az állam biztonságát vagy a közbiztonságot veszélyezteti. Egyidejűleg megszünteti az internálás intézményét, az internálótáborokat pedig feloszlatja.”

– Nagy Imre miniszterelnöki expozéja

1953. július 24-én a Minisztertanács értekezletet tartott, melyen Erdei Ferenc igazságügyi miniszter beterjesztette javaslatát a részleges közkegyelem gyakorlása és az internálás megszüntetésének tárgyában. A Minisztertanács ezek alapján elfogadta az 1034/1953. számú MT. határozatot a rendőrhatósági őrizet alá helyezés (internálás) intézményének megszüntetéséről, valamint a kitiltások feloldásáról, az Elnöki Tanács pedig az 1953. évi 11. számú törvényerejű rendeletet a közkegyelem gyakorlásáról. 1953. július 26-ától, a Magyar Közlöny 32. számában való megjelenéstől hatályosak. A tábor foglyai 1953. augusztus 20-án amnesztiával szabadulhattak. Ebben az időszakban az internáltak száma 40 734 fő volt az országban.
Már a döntést megelőzően érezhető volt a fogva tartottak körében a feszültség, melyet az okozott, hogy a biztos szabadulás gondolata egyre távolabbinak tűnt számukra. Urbán százados 1953. június 19-én kelt jelentésében így írt az internáltak általános hangulatáról:

„Az internáltak általános hangulata feszült, ideges. Igen sok szó esik a szabadulás kérdéséről és az a vélemény alakult ki, hogy a felülvizsgálat nem váltotta be a hozzá fűzött reményeket. Mind gyakrabban lehet elkeseredett kijelentések formájában hallani, hogy „Innen szabadulni soha nem lehet. Itt kell elrohadni!” Ez az ideges állapot nagy gyűlöletet érlelt az internáltakban. Igen gyűlölködővé váltak mindennel és egymással szemben is. Napirenden vannak kisebb összetűzések semmiségek miatt. Az ideges állapotukra vall az a tény is, hogy az éjszakai ellenőrzések mindig több olyan internáltról tesznek jelentést, akik az éjszakát vagy annak nagyobb részét ébren töltötték.”

– Urbán Rezső áv. százados, táborparancsnok jelentése a VI. Operatív Alosztálynak

### A szabadító bizottságok létrejötte
A táborok felszámolásának előkészítésében ún. szabadító bizottságok intézték, országosan 58 bizottság működött (megyei bontásban). Kijelölték a szabadítást végrehajtó bizottságokat, amelyek közvetlenül a táborban működtek. Ezeknek a felügyeletét Lőke Gyula áv. alezredes, a BM Állami Titkos Ügykezelés és Rejtjelező Osztályának osztályvezetője látta el. Kistarcsán Urbán Rezső táborparancsnok látta el a bizottság vezetését. A fogva tartottak szabadításának szabályozása az ország összes táborában megegyezett. Július 24-én elkészült a szabadítások ütemterve (amely napi szintű szabadulók létszámát is tartalmazta), július 27-én pedig véglegesítették a végrehajtó bizottságok névsorát. A bizottságokat július 28-án jóváhagyták, megkezdték működésüket, július 31-én kapták meg eligazításukat, majd másnap megérkeztek a táborokba.

### A szabadítások lefolytatása
A hatóság által őrizet alá vontak ügyintézését augusztus 2-ától szeptember 30-ig kellett lefolytatni, melyet legkésőbb október 31-ig lehetett meghosszabbítani (az 1034/1953. számú MT. határozat értelmében). Kistarcsáról és Tiszalökről engedték el napi szinten a legtöbb foglyot annak érdekében, hogy Recskről és a többi internálótáborból átcsoportosíthassák azokat a rabokat, akikre újabb kihallgatások és bírósági tárgyalások vártak (ennek logisztikai előkészítéséről Kistarcsán augusztus 10-én intézkedtek). Augusztus 3-án megkezdődtek szabadítások (augusztusban a négy nagy táborban naponta összesen 50, majd szeptembertől a gyorsítások érdekében 100 internáltat szabadítottak), hajnalban érkezett az első átcsoportosítás: Recskről 120, Tiszalökről 28, Kazincbarcikáról pedig 74 internáltat szállítottak át. Először a betegeket és kisebb súlyúnak titulált „bűnökkel” megvádoltakat szabadították először. Augusztus 13-án az elkülönített, bíróság elé idézett internáltak között lévő ügynökökkel az operatív csoport felvette a kapcsolatot annak érdekében, hogy tőlük hírt szerezve megakadályozhassák az internáltak esetleges szökési vagy öngyilkossági kísérleteit. Augusztus 14-én Recskről újabb 107 internált érkezett.
Kistarcsán öt tagból álló szabadító bizottság működött:
- Urbán Rezső áv. százados (táborparancsnok)
- Béres Miklós áv. őrnagy (a Belügyminisztérium kirendelt ügyésze)
- Textor Ferenc r. hadnagy (a rendőrség által kijelölt rendőrtiszt)
- Antal Ferenc áv. hadnagy (a büntetés-végrehajtás operatív csoportjának képviselője)
- Dr. Benedek Imre áv. százados (orvos – feladata a szabadítás előtt a rabok vizsgálata volt, akik közül ki kellett szűrnie a sürgősségi ellátásra szorulókat, akiket előbb szabadítottak[7])

Az amnesztia nem minden rab számára jelentett szabadulást. Az internáltakat kilenc kategóriába osztották, köztük a „szabadulásuk veszélyes” kategóriába kerülők büntetését sok esetben börtönbüntetésre módosította a bíróság. Megkülönböztették a megyei és a járási szintű bírósági ügyeket, melyeket mindkét szinten két-két tanács egy-egy póttanáccsal kiegészülve tárgyalt. Kistarcsán augusztus 25-től különbíróság tárgyalta a legveszélyesebbnek titulált foglyok (26 fő, akiknek a fele recski volt) ügyeit. Az 1953. szeptember 11-én kelt összefoglaló jelentésben tájékoztatást adtak a szabadítások gyorsításáról: „Intézkedés: legyen hely azoknak az internáltaknak, akik a táborba fognak érkezni bíróság elé állítás céljából.” A nagymértékű szabadítást a két tanács egy póttanáccsal kiegészítve végezte. Alapi Gyula, Alexa Miklós, Avar Jenő és Egri László ügyészek voltak megbízva a perekkel kapcsolatos vádlói szerepkörrel, a tanácsok elnöke Olti Vilmos és Jónás Béla voltak. A Recskről érkező rabok statisztikája:
| Recskről Kistarcsára érkező rabok ügyeinek kimenetele (teljes létszám: 320 fő) | Recskről Kistarcsára érkező rabok ügyeinek kimenetele (teljes létszám: 320 fő) |
| ------------------------------------------------------------------------------ | ------------------------------------------------------------------------------ |
| Szabadult                                                                      | 97 fő                                                                          |
| Előzetes letartóztatásba került                                                | 34 fő                                                                          |
| A Markó utcai börtönbe került                                                  | 41 fő                                                                          |
| Más börtönökbe került                                                          | 118 fő                                                                         |
| Katonai börtönbe került                                                        | 9 fő                                                                           |
| Hadbíróság elé került                                                          | 19 fő                                                                          |
| Börtönkórházba került                                                          | 1 fő                                                                           |
| Szállítás közben elhunyt                                                       | 1 fő                                                                           |

A szabadítások befejezéséről 1953. november 5-én készült jelentés, amely szerint a tábor 1953. október 31-én teljesen kiürült.

## A tábor ’56-ban

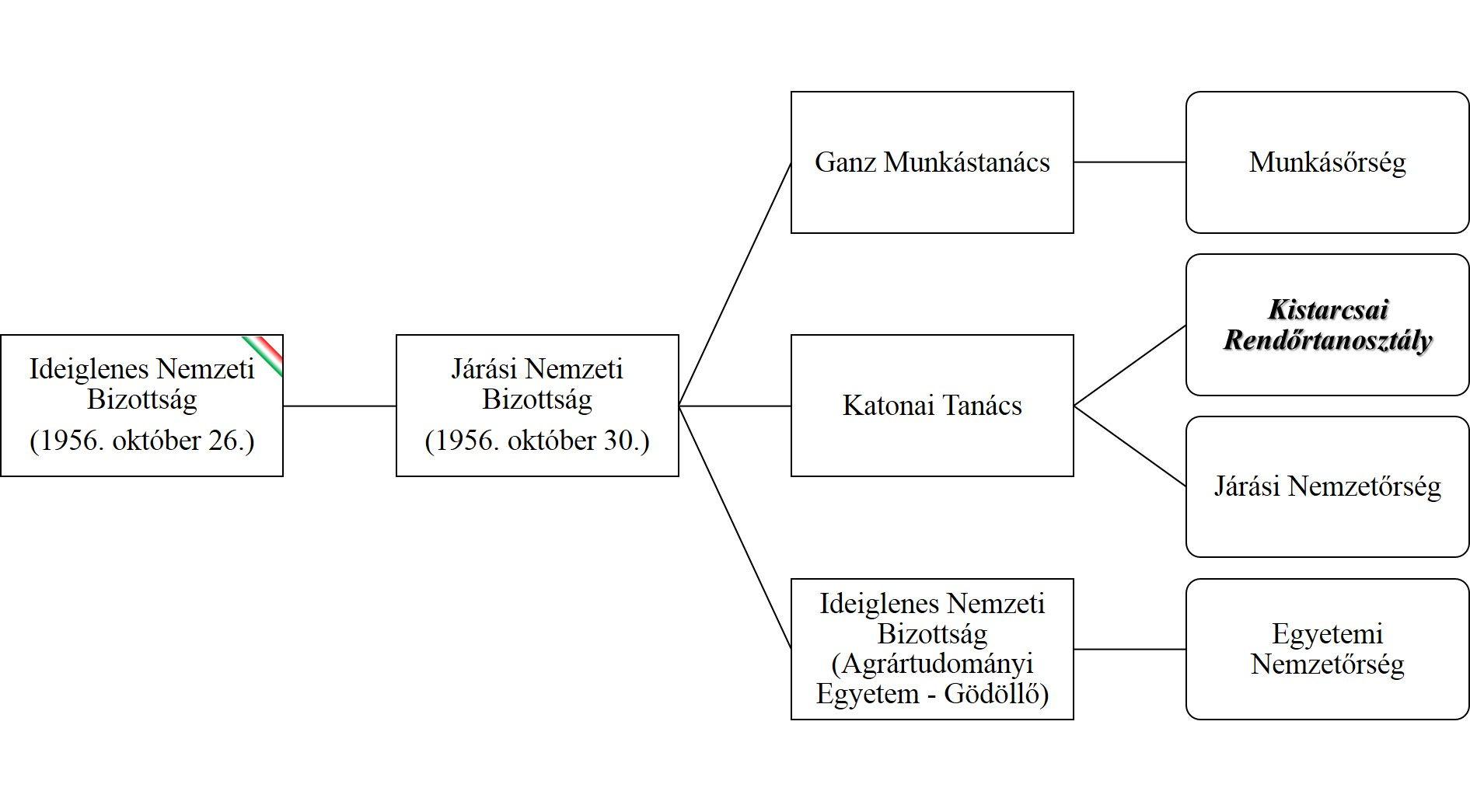
Forradalmi szervek a Gödöllői kistérségben 1956. október 28. és november 3. között

Kistarcsa az 1956-os forradalom idején a gödöllői kistérség egyik központja volt. Az október 23-i események hatására másnaptól szünetelt a HÉV-közlekedés. Október 25-én nagyjából 200 fős tömeg vonult a tanácsháza elé. Két nappal később a népgyűlés megválasztotta a helyi nemzeti tanácsot, ezután a tömeg szétoszlott. Október 28-án elmozdították pozíciójából Veres József tanácselnököt (november 5. után került vissza hivatalába). Pleizer Ferenc őrnagy, a Gödöllői Járási Katonai Kiegészítő Parancsnokság megbízott parancsnoka a Nemzeti Bizottság tagja lett. Ez a szervezet, miután lefegyvereztette a környék rendőri erőit, igyekezett a forradalom törekvéseit támogatni, és mint Gödöllő katonai parancsnoka, rendelkezett a karhatalmi erők irányításáról is. Így október 28-án utasítást kapott a forradalom idején fennálló Ideiglenes Nemzeti Bizottságtól a Kistarcsai Rendőrtanosztály (amely a tábor kiüresedett épületeiben működött) elfoglalására. (A tanosztály 1956 folyamán már működött Kistarcsán.) Pleizer őrnagy telefonon tárgyalt a tanosztály akkori ideiglenes parancsnokával az épület ellenállás nélkül átadásáról, majd helyettesét, Kovács Sándor századost ruházta fel a parancsnoki jogkörrel.
Kovács százados a rend fenntartásának érdekében a Gödöllői Agrártudományi Egyetem 20-25 nemzetőrét vitte magával Kistarcsára, majd a táboron belül nemzetőrzászlóalj szervezését kezdte meg. A zászlóaljat a táboron belül elkobzott fegyverekkel szerelte fel, vezetőjük Ivanics Ödön lett. Az egység a Nagytarcsán állomásozó 9. Önálló Vegyivédelmi Zászlóalj laktanyájából vegyi és tankelhárító gránátokat is beszerzett. Kistarcsáról többször küldtek fegyverszállítmányt Gödöllőre. Időközben a kistarcsai nemzetőr zászlóalj újabb 50-60 fő nemzetőrt kapott az agráregyetemtől, és nagyjából ugyanennyien érkeztek a környező településekről. A víztoronyban szolgálatot teljesítő nemzetőrök feladata volt a posta épületének figyelése, illetve az esetlegesen közeledő szovjet páncélosok jelentése. A kistarcsai táborban működött még egy, a nemzetőrökből álló nyomozócsoport, amely előállításokat hajtott végre és a gyanúsítottak kihallgatását végezte. A különítmény kezébe került egy, a község pártbizottsága által összeállított névsor, melyen a megbízhatónak ítélt párttagok nevei voltak felsorolva. A tábor fogdájában ÁVH-s őröket és pártfunkcionáriusokat őriztek. A forradalom idején a kistarcsai MDP vezetője fegyvereket kért a Tanosztálytól. Kovács százados névsort kért, hogy megtudja, kiknek akarnak fegyvereket biztosítani. Végül a Tanosztályhoz érkező 15 személy előzetes letartóztatásba került, 8-10 órát töltöttek a fogdában.
November 3-án az egyetemisták elhagyták a tábort. A katonai vezetés eközben várakozó álláspontra helyezkedett. A tábort november elején szovjet páncélosok foglalták el.
A Nemzeti Bizottság összességében hét napon keresztül, október 28. és november 4. között látta el a község vezetését.

## Megtorlások és a tábor végnapjai (1957)
A forradalom leverését követően újrakezdődött az internálás, ezentúl közbiztonsági őrizet néven. Ennek jogi alapjául az Elnöki Tanács december 13-án hatályba lépő, a közbiztonsági őrizetről szóló 1956. évi 31. törvényerejű rendeletének 1. §-a így rendelkezett:

„Azt, akinek tevékenysége, illetőleg magatartása a közrendet, közbiztonságot, különösen a termelő munka és a közlekedés zavartalanságát veszélyezteti, közbiztonsági őrizetbe (a továbbiakban: őrizet) lehet helyezni.”

A rendelet értemében a fogva tartás időtartama hat hónap, amely kétszer hat hónappal meghosszabbítható. Elítélték többek között dr. Fazekas Józsefet, a Járási Nemzeti Bizottság elnökét, Pleizer Ferenc őrnagyot, a gödöllői katonai parancsnokság vezetőjét, valamint Kovács Sándor századost, a kistarcsai rendőrtanosztály parancsnokát. Az Irházi Imre rendőr őrnagy parancsnoksága alatt álló kistarcsai táborban 1957. március 1-jén 980, március 15. körül pedig már 3433 ember volt közbiztonsági őrizetben, amely jelentős zsúfoltságot eredményezett.

„[...] komoly gondot jelentett számunkra az elhelyezés, mivel éjjel-nappal hordták az őrizeteseket és ez olyan feladat elé állított bennünket, hogy előfordult, hogy egy fekhelyen hárman-négyen is feküdtek.”

– Irházi Imre őrnagy 1957. március 16-i jelentése

1957. május 1-jéig csaknem 10 ezer főt gyűjtöttek össze az ország minden részéből Budapestre, Kistarcsára és Tökölre. Közöttük voltak ismert színészek is, Szakáts Miklós és Darvas Iván, előbbit a belső elhárítás ekkor szervezte be ügynöknek. Az ügynökhálózat szervezését a Politikai Nyomozó Főosztály II/8. (Vizsgálati) Osztály g alosztálya végezte. 1957. augusztus közepén a tábor őrzését részben a Néphadsereg látta el. Az internáltakat az év közepétől fokozatosan elszállítottak a Tökölön újonnan létesített internálótáborba.
A közbiztonsági őrizetként nevezett internálást 1960. április 1-jén az Elnöki Tanács az 1960. évi 10. törvényerejű rendeletével eltörölte („5. § A közbiztonsági őrizet intézménye megszűnik.”).

## Rendőrképzés (1957–1989)

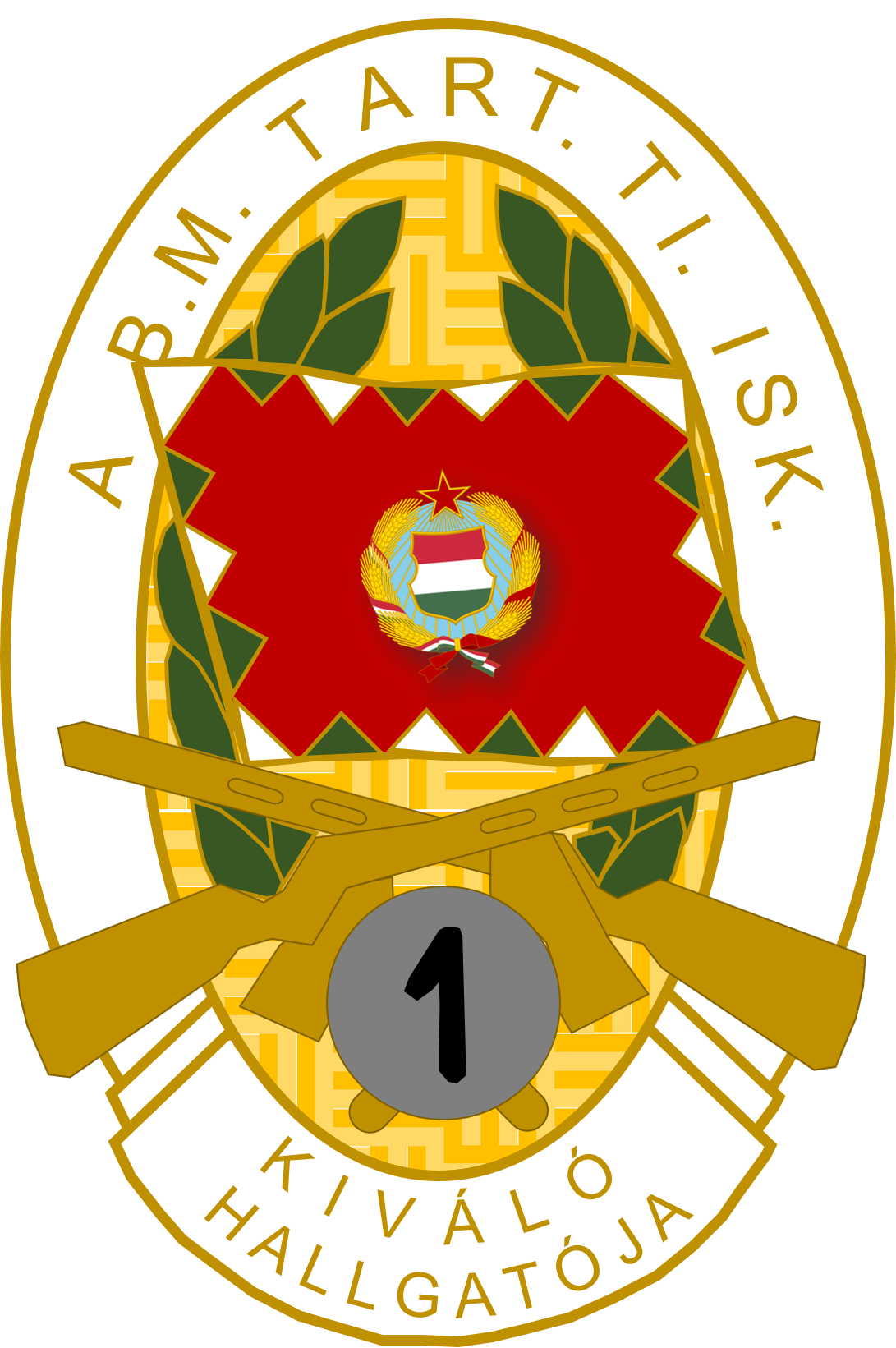
A BM Tartalékos Tisztképző Iskola egyszeres kiváló hallgatója jelvény mintája

Az országos rendőrfőkapitány 10/1957. számú utasítása alapján 1957-ben létrehozta a BM Országos Rendőr-főkapitányság Alapfokú Rendőriskolát, amelynek a neve 1962-ben BM Alapfokú Rendőriskolára változott. Szervezetileg a BM Tanulmányi és Módszertani Osztály (később IV. Főcsoportfőnökség – IV/I. Tanulmányi és Propaganda Csoportfőnökség) része volt. Az iskolában folyt a rendőrség (és 1961-től a büntetés-végrehajtás, mint a BM része) tisztesi és tiszthelyettesi állományának alapfokú szakmai képzése, hat hónapos bentlakásos tanfolyam keretében. Az intézményben négy tanszék működött: Politikai Ismereti, Közrendvédelmi, Rendészeti és Bűnügyi Tanszék.
Benkei András belügyminiszter az 1975. június 30-án megtartott miniszterhelyettesi értekezleten intézkedési tervet hagyott jóvá, melyben rögzítette, hogy 1976. augusztus 15-ig el kell készülni minden épületfelújítási és átalakítási munkálattal, és az (1968 őszén felavatott, előbb Körmenden, majd 1971-től Budapesten működő) BM Tartalékos Tisztképző Iskolából, valamint a Körmendi Határőr Kiképző bázisról Kistarcsára átkerülő 400 fő hallgató képzését legkésőbb 1976. szeptember 1-én meg kell kezdeni. Ezzel együtt a szükséges gazdasági és infrastrukturális háttér is részletezésre került (a régi bútorzat javítása és új bútorok beszerzése mellett egymillió forint költségelőirányzat került átcsoportosításra a felújítások kivitelezésére). 1976-ban az Alapfokú Rendőriskola (melyet innentől BM Rendőrképző Iskolának neveztek) objektumot cserélt a BM Tartalékos Tisztképző Iskolával, így az alapfokú rendőrképzés Budapesten, a Szamuely Laktanyában (ma a Készenléti Rendőrség laktanyája) folytatódott. A Tartalékos Tisztképzőben kétéves kiképző, illetve három hónapos továbbképző kurzusokat tartottak egészen 1989-ig.
Oktatók, illetve egykori hallgatók voltak (az aktuális rang feltüntetésével):
- Heidrich Lajos rendőr szakaszvezető (1960-ban 7 hónapos tanfolyamon vett részt)[130]
- Köves (Huszner) Mihály rendőr alezredes, tanszékvezető (1968. május 1. – 1977. november 30.) – saját bevallása szerint 1944 májusa és szeptembere között Kistarcsára internálták[131]
- Tóth Teodor rendőr őrnagy, tanszékvezető (1957-1961)[132]

## A rendszerváltás után

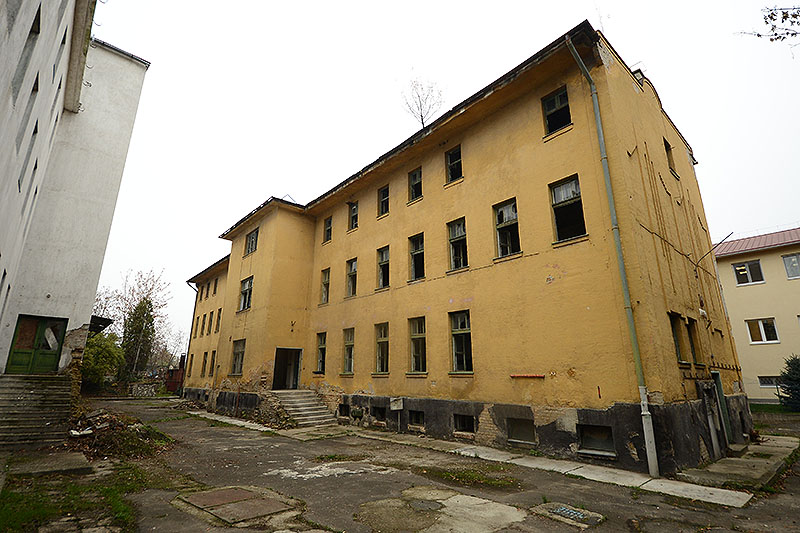
Az V. ezred épülete 2013-ban

A rendőriskola megszüntetésének terve 1989-ben merült fel, a terület hasznosításának ügyében jelentős vita alakult ki. 1989 májusában, a rendszerváltást megelőzően Vassné Nyéki Ilona országgyűlési képviselő, Kistarcsa tanácselnöke azt az álláspontot tartotta elképzelhetőnek, hogy egyházi iskolát hozzanak létre a tábor területén – szimbolikusan utalva a táborban fogolyként tartott, különböző felekezetű egyházi személyekre. Ezt az opciót a Németh-kormány nem támogatta, helyette menekülttábor (pontosabban közösségi szállás) működtetését szorgalmazták, melyet 1990 októberében hoztak létre (ezzel egyúttal a tartalékos tisztképző iskolát megszüntetve). A létesítmény, mint az ORFK Kistarcsai Közösségi Szállása, 1995-ig működött. Hosszas tárgyalások után a kormány elképzelése valósult meg, az épületekben pedig a harmadik világ egyes országaiból menekült embereket helyeztek el. A létesítményt végül 1995. július 15-én bezárták.
A 2000-es évek elejétől kezdve folyamatosan visszatérő kérdés a épületek hasznosításának tárgya. 2004-ben Schuminszky Nándor kezdeményezte, hogy az általa összegyűjtött, űrkutatás-történeti relikviákat felhasználva hozzák létre a tábor területén Közép-Európa első űrmúzeumát. Később a városvezetés terve az volt, hogy a település főterét az egykori tábor udvarán alakítják ki, valamint óvodát, bölcsődét, rendőrőrsöt, kultúrházat és emlékmúzeumot is létesítenek itt.
Az 1995-ös bezárást követően a hasznosítható területet két részre osztották: a fogda épületét (amely ma egészségházként üzemel) és a VI. ezred – víztorony – I. ezred épületegyüttesét 1998-ban, a többi férfi ezred épületeit 2011-ben kapta meg Kistarcsa Város Önkormányzata.

## Napjainkban
Kistarcsa Város Önkormányzata 2010 óta több koncepcióban (így a 2015–2019. közötti gazdasági programjában) is tervezte a teljes terület hasznosítását – ezek végül nem valósultak meg. Előbb az egykori parancsnoki épület alatti pincehelyiség bérlésére teremtettek lehetőséget, később pedig plakátokból álló kiállítást rendeztek be ugyanitt. 2023 tavaszán ugyanakkor – az építési munkálatokkal összefüggésben – a pincét kiürítették.
Az egykori tábor területének hasznosítása az I. és II. ezred, valamint a közbeékelt őrtorony helyén kezdődött el: az épületeket 2011 áprilisában lebontották, helyükön ma a LAVET Gyógyszeripari Kft. állatgyógyászati termékeket előállító vállalkozás telephelye működik.  A vállalat 2015 elején jelezte a képviselő-testületnek, hogy telephelyét a jövőben bővíteni kívánja.
A területrendezési munkálatok következő állomása 2012 tavaszán következett, amikor is a parancsnoki épület és a Csigaház között található betonpódiumot az Önkormányzat megrendelésére a KIVÜ Kistarcsa Városüzemeltető Nonprofit Kft. elbontotta.
A terület további, 9.883 négyzetméter alapterületű ingatlanának ingyenes átadásáról 2011. február 25-én írták alá a szerződést, majd pedig a Magyar Nemzeti Vagyonkezelő Zrt. március 16-án adta át Kistarcsa Város Önkormányzatának. A szerződés feltétele volt, hogy az Önkormányzat három éven belül – saját pénzügyi források felhasználásával – felépítteti és átadja a kistarcsai rendőrőrs elhelyezésére alkalmas épületet, és biztosítja annak ingyenes használatát (ezzel párhuzamosan pedig elkezdenek kialakítani egy emlékhelyet is az internálótábor helyén – még 2011 során). Az új objektumot – amely mintegy 170,5 millió forintból épült meg, melyet nagyrészt a Belügyminisztérium és az Országos Rendőr-főkapitányság biztosított – 2015. május végén kezdték el építeni, és december 1-jén adták át.
Az Önkormányzat 2012 márciusában nyújtotta be az első hivatalos kérelmet a Kormány felé annak érdekében, hogy támogassák – a budapesti Terror Háza tematikájára hasonlító – múzeum létesítését. A testület időközben országos felhívást tett közzé, illetve megkeresett számos hazai önkormányzatot azért, hogy pénzbeli vagy tárgyi adománnyal támogassák az emlékhely létrejöttét – a befolyó összeget terveik szerint tárgyi emlékek gyűjtésére kívántál felhasználni. 2014 végén a képviselő-testület döntött a Földművelésügyi Minisztérium pályázatára benyújtandó dokumentáció elkészítéséről, 2015 elején pedig arról, a testület tervei szerint elkészíttette az egykori parancsnoki épület terveit, dokumentációit és környezetének felmérését, hogy aztán ott majd a Városi Művelődési Sportközpont és Könyvtár székhelye, nyilvános könyvtár, emlékgyűjtemény, illetve a civil szervezetek helyiségei és a Szlovák Néprajzi Gyűjtemény kerülhessenek közös épületbe.
A Kormány 1873/2016. számú határozatával támogatandónak ítélte a Kistarcsai Emlékhely és Könyvtár létrehozását, egyben felhívta a nemzetgazdasági minisztert, hogy 2017. január 31-ig gondoskodjon 281,89 millió forint forrás biztosításáról a projekt számára azzal, hogy az építtető és a lebonyolító egyaránt Kistarcsa Város Önkormányzata legyen. A terület hasznosításáról a kistarcsai önkormányzat a 183/2017. (IX. 27.) számú határozatával döntött. Ennek értelmében a Deák Ferenc utca 3/B alatti területen Kistarcsai internálótábor – Emlékhely és Könyvtár néven integrált kulturális intézményt kíván létrehozni.  2017 szeptemberében Rétvári Bence államtitkár Solymosi Sándor akkori polgármesterrel közös sajtótájékoztatóján jelentette be, hogy a Kormány a Gulág-emlékév keretében közel félmilliárd forinttal támogatja a múzeum, kiállítóhely és könyvtár létrehozását az egykori internálótáborban, amelynek építési munkálatai – melyekhez az Önkormányzat tájékoztatása szerint már kész tervekkel rendelkezett – a korábbi elképzelések szerint 2017 őszén kezdődhetett volna meg, és az akkori tervek szerint 2018 őszére készülhetett volna el. Az állami költségvetés 2018. évi előirányzatában 369 100 000 Ft összegű fejlesztési támogatás szerepelt a létesítmény kialakítására, amelyet a belügyminiszter az 1156/2017. számú kormányhatározat értelmében további 128 110 000 Ft-tal támogatott. Az építési beruházás kivitelezésével kapcsolatos hirdetmény 2018 februárban jelent meg.
2013-ban létrejött a Kistarcsai Internáltak Emlékéért Alapítvány az önkormányzat közreműködésével. A 2014-ben kezdődő önkormányzati ciklus során (elsősorban programok és kerékpártúrák szervezésével és látványtervekkel, illetve az alapítók között szereplő Gacsályi Ádám A fal két oldalán című tájékoztató füzetének kiadásával) igyekezett támogatni a tervek megvalósulását.
A kistarcsai képviselő-testület 2018. december 12-i ülésén egyhangúlag megszavazta a 2017. szeptember 28-án megindított közbeszerzési eljárás eredménytelenségét, mivel a beérkezett árajánlatok alapján nem volt elegendő a rendelkezésre bocsátott keretösszeg az emlékhely létrehozására. A 2019. február 27-i képviselő-testületi ülésen határozat született a kivitelezések két ütemre való bontásáról: az I. ütemben az Emlékhelyet, a II. ütemben pedig a könyvtárat kívánták megvalósítani módosított határidők mellett. Végső soron a projektet – többlettámogatás hiányára és az építőipari árak drágulására hivatkozva – az Önkormányzat  nem találta megvalósíthatónak, ezért a 2020. szeptember 25-én kelt levelében felkérte az Emberi Erőforrások Minisztériumát, hogy a tervezett intézmény létrehozását a Magyar Állam valósítsa meg, míg az Önkormányzat vállalja a létesítmény fenntartását. Az Önkormányzat levelére a Minisztérium – 2022. májusi megszűnéséig – nem reagált.

2022 őszén a – korábban már említett – LAVET Kft. árverésen megvásárolta a Magyar Államtól a tábor területének jelentős részét, és folytatva a 2011-ben megkezdett telephelyfejlesztést, 2022. november 21. és 2023. márciusa között lebontották az 1237/10. helyrajzi számú ingatlanrészen található hat épületet és két kisebb építményt. A fejlesztések keretében – a korábban elkészült egységeik külső kinézetének mintájára – újabb raktárépületeket építenek fel. A korábbi ígéretekkel ellentétben a tábor egykori parancsnoki épületét 2023 júniusára lebontatta az Önkormányzat, a korábbi elképzelésekkel (részben) összhangban azonban az épület pincéjében (amennyiben az műszakilag kivitelezhető) múzeumot fognak kialakítani, a felszínen pedig közösségi parkot és játszóteret kívánnak kialakítani.

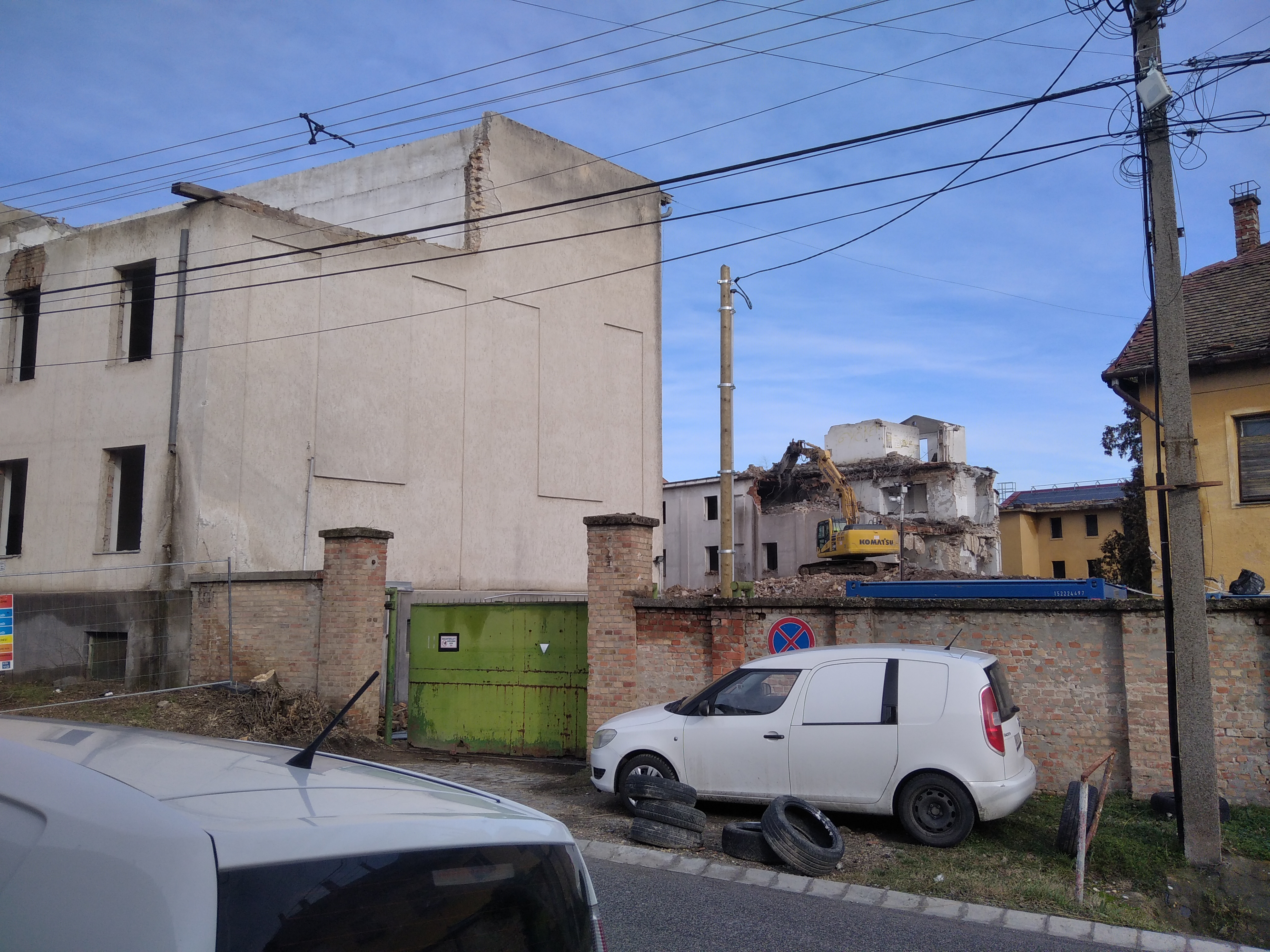
Az egykori tábor épületeinek bontása 2023 januárjában
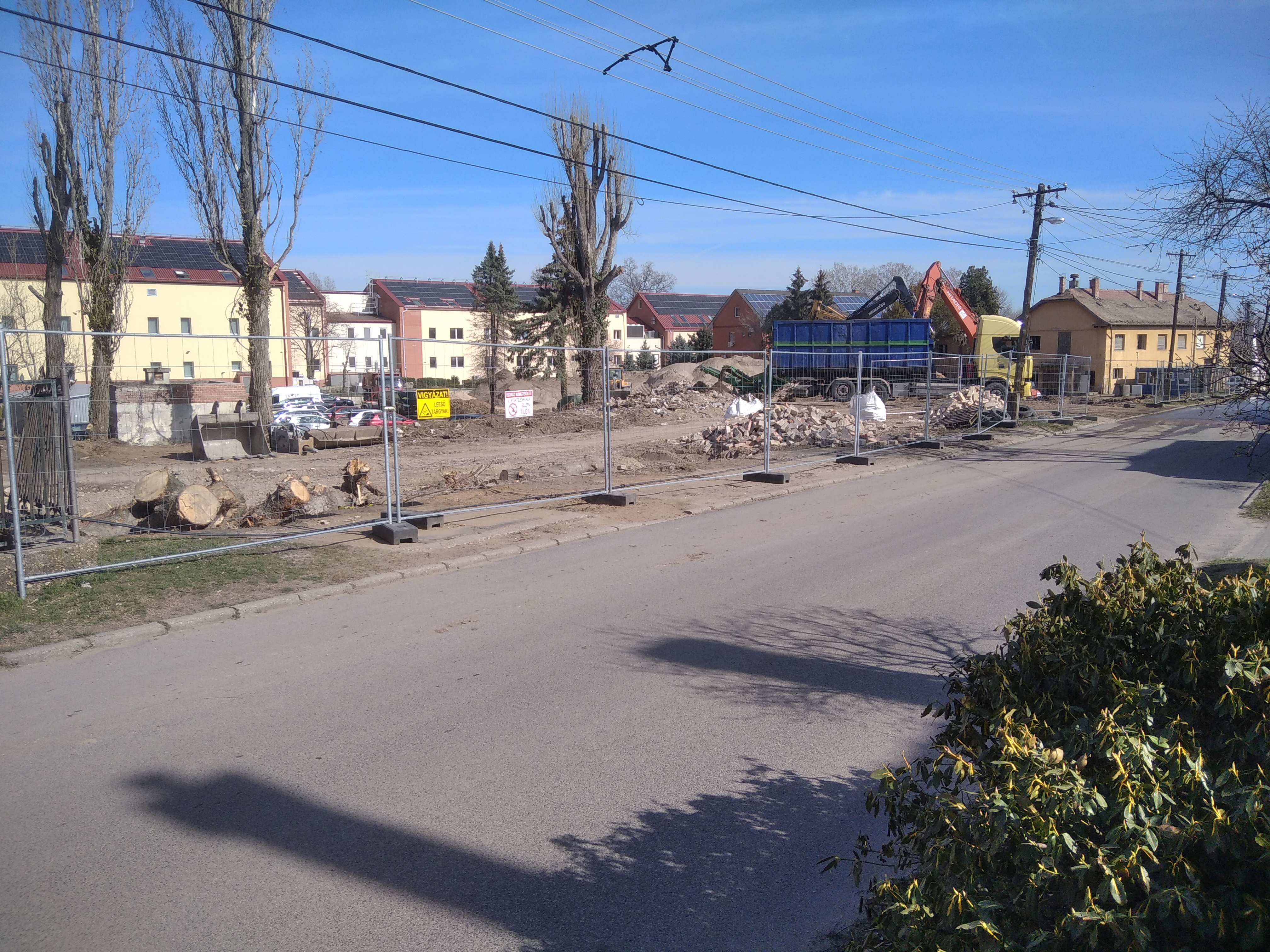
Földmunkák az egykori tábor területén 2023 márciusában, háttérben a lebontásra váró egykori parancsnoki épület
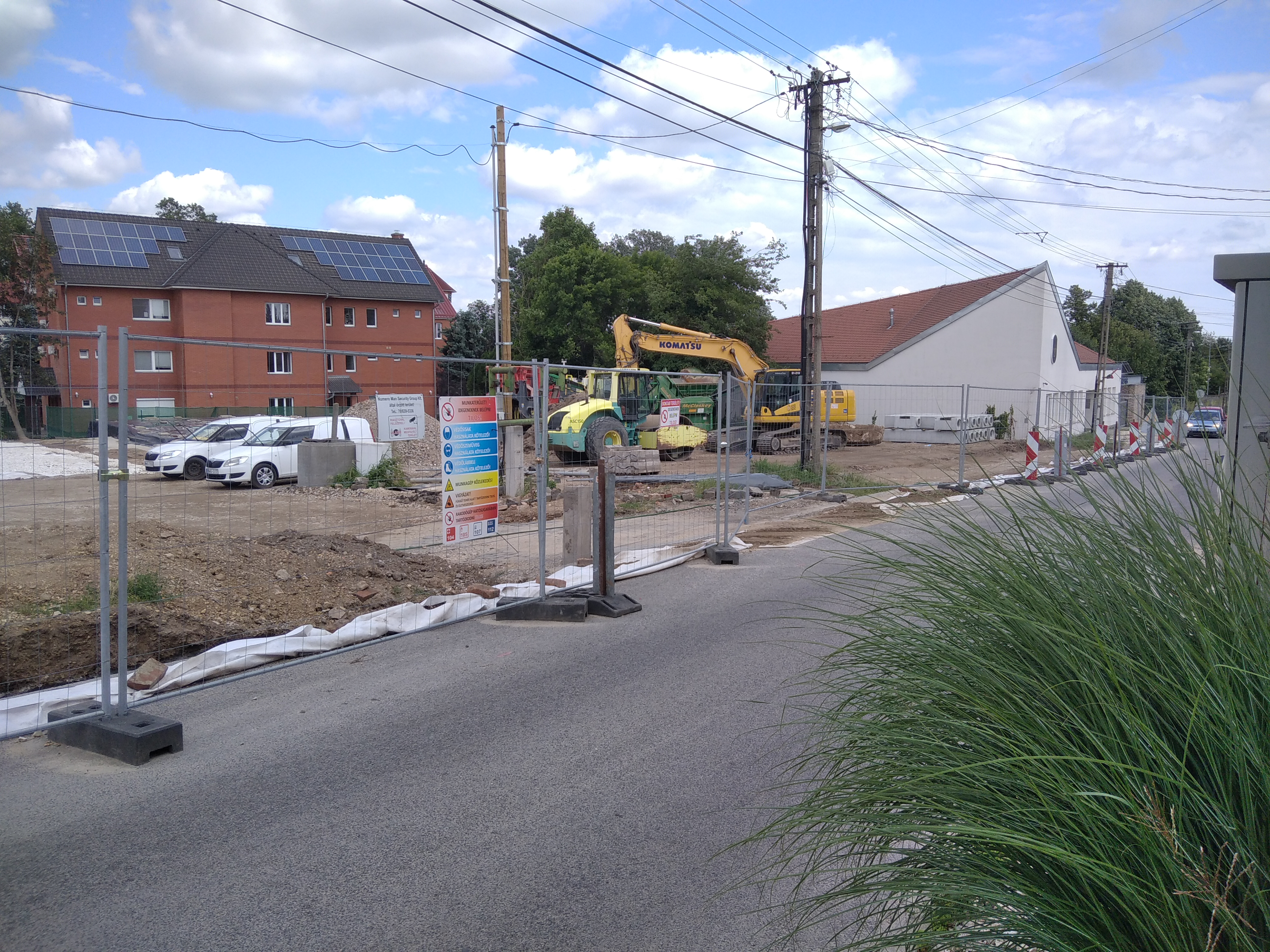
A lebontott parancsnoki épület helye 2023 júniusában

## Személyzete
A Toloncház, a későbbi Központi Internálótábor ismert parancsnokai és helyetteseik:
| Tábor időszaka                                                                            | Korszak                             | Név                     | Rendfokozat                                        | Megjegyzés |
| ----------------------------------------------------------------------------------------- | ----------------------------------- | ----------------------- | -------------------------------------------------- | --- |
| Magyar Királyi Rendőrség Kistarcsai Kiegészítő Toloncháza                                 | 1940 körül                          | Dr. Fehér Mihály        | rendőr főfelügyelő (VIII. fizetési osztály)        | |
| Magyar Királyi Rendőrség Kistarcsai Kiegészítő Toloncháza                                 | 1941–1942                           | vitéz Görgey Mihály     | címzetes rendőr főfelügyelő (IX. fizetési osztály) | 1943-ban a Miskolci Rendőrkapitányság állományában állt                                                                |
| Magyar Királyi Rendőrség Kistarcsai Kiegészítő Toloncháza                                 | 1942                                | vitéz Papp József       | rendőr főfelügyelő (VII. fizetési osztály)         | |
| Magyar Királyi Rendőrség Kistarcsai Kiegészítő Toloncháza                                 | 1942–1944                           | Vasdényey István        | rendőr főfelügyelő (VIII. fizetési osztály)        | |
| Magyar Királyi Rendőrség Kistarcsai Kiegészítő Toloncháza                                 | 1944 körül                          | Jámborffy (Zachar) Béla | rendőr főfelügyelő (VIII. fizetési osztály)        | osztályparancsnok, feltételezhetően parancsnokhelyettes                                                                |
| Kistarcsai Központi Internálótábor                                                        | 1949. március – szeptember          | Ruscsák Lajos           | rendőr alezredes                                   | korábban a Buda-déli Központi Internálótábor parancsnoka                                                               |
| Kistarcsai Központi Internálótábor                                                        | 1949. szeptember – 1950. május 5.   | Taródi Zoltán           | rendőr alezredes                                   | korábban a Buda-déli Központi Internálótábor parancsnokhelyettese                                                      |
| Állambiztonsági Internálótábor [ÁVH VI/2. (Börtönügyi) Osztály VI. (vagy "d") Alosztálya] | 1950. május – 1951. március         | Potecz Sándor           | államvédelmi százados                              | ÁVH VI/2-d alosztály vezetője                                                                                          |
| Állambiztonsági Internálótábor [ÁVH VI/2. (Börtönügyi) Osztály VI. (vagy "d") Alosztálya] | 1951. március – november            | Potecz Sándor           | államvédelmi százados                              | ÁVH VI/2. Osztály osztályvezető-helyettese                                                                             |
| Állambiztonsági Internálótábor [ÁVH VI/2. (Börtönügyi) Osztály VI. (vagy "d") Alosztálya] | 1951. november – 1953. november 17. | Urbán Rezső             | államvédelmi főhadnagy, később százados            | 1953. november 17-ével helyezték át Kistarcsáról Komlóra, a Kőbánya Munkahely parancsnokság parancsnok-igazgatója lett |
| Állambiztonsági Internálótábor [ÁVH VI/2. (Börtönügyi) Osztály VI. (vagy "d") Alosztálya] | 1953                                | Németh Károly           | államvédelmi alhadnagy                             | táborparancsnok-helyettes                                                                                              |
| Közbiztonsági Őrizetet Végrehajtó Országos Parancsnokság internálótábora                  | 1957. február – október             | Irházi Imre             | rendőr őrnagy                                      | a tábor internáltjainak állományát az év nyarán fokozatosan Tökölre csoportosították át                                |

Ismert tábororvosok, adminisztratív tisztek, őrök:
- Antal Ferenc áv. hadnagy[93] – az operatív csoport vezetőjeként irányította a táboron belüli besúgóhálózat kiépítését[89]
- Dr. Benedek Imre áv. orvos százados[12][89][106]
- Dobány Sándor (rendfokozat ismeretlen), őrszem (1950–1951)[179]
- Domoszlai Sándor áv. őrmester[12]
- Engedi László áv. őrvezető, őrszem (1950–1951)[180]
- Gönczi Piroska áv. szakaszvezető[12]
- Hajnal Piroska áv. őrmester – eredetileg a rendőrség gyermekvédelmi részlegén volt rendőr őrmester, később egy helyettesítés kapcsán került Kistarcsára, eredetileg csak három hétre, végül hosszabb ideig maradt a táborban szolgálaton, Almási Tamás Ítéletlenül című dokumentumfilmjében is szerepel[181]
- Marosi-Müller (keresztneve ismeretlen) áv. alhadnagy, nyomozó[94]
- Soós Julianna r. szakaszvezető[12]
- Dr. Szabó Ernő áv. orvos őrnagy[89] – eredetileg fogorvos, önmaga csak legvégső esetben diagnosztizált, fő feladata a táborban működő rab orvosok felügyelése[94]

## A tábor főbb egységei

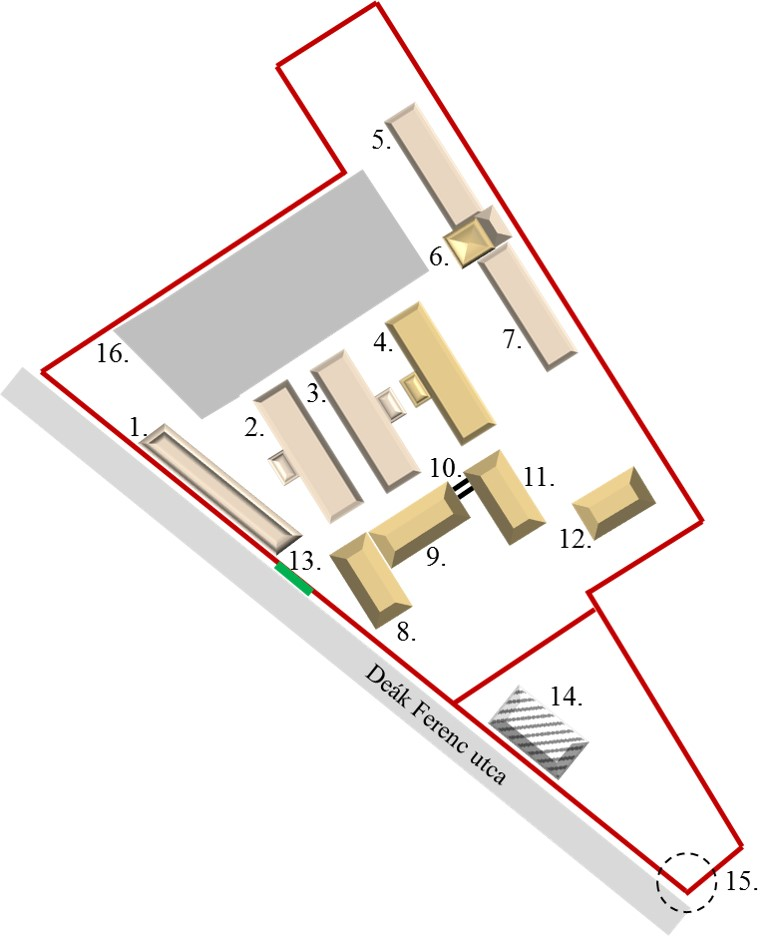
A tábor sematikus rajza (egy 1970-ben készült légi felvétel alapján rekonstruálva)

A tábor az alábbi épületegységekből állt:
- 1: rendőri kultúrház
- 2: III. ezred épülete (3 emelet)

Az alagsorban asztalosműhely volt kialakítva
- 3: IV. ezred épülete (3 emelet)

Az alagsorban volt a konyha (a főszakács – Kapitány nevű internált – korábban a Gundel étterem alkalmazottja volt)
Kisházi János internált javaslatára Taródi engedélyezte, hogy az első emeleten különböző játékokat készítő üzem működjön – az üzemet az ÁVH a tábor elfoglalása után megszüntette.
- 4: V. ezred fürdőrészleggel (3 emelet)
- 5: II. (női) ezred (1 emelet)

A tábor többi részéről fallal volt elkülönítve
- 6: víztorony és fegyveres őrhely

A víztorony eredetileg élelmiszer-raktár volt, később itt kerültek kialakításra az orvosi részleg kórtermei – az első emeletre a belgyógyászati esetek, a második emeletre a tbc-ben szenvedő betegek kerültek
- 7: I. ezred orvosi részleggel (1 emelet)

Ebben az épületben voltak a műhelyben dolgozó munkások
- 8: táborparancsnoki lakás
- 9: törzsépület irodákkal

A földszinten volt az úgynevezett „szűrő”, ide kerültek először az újonnan internált rabok, és akár hónapok után innen kerültek a körletekbe – a tábor többi részéről fallal volt elkülönítve
- 10: kettős kerítés
- 11: fogda (3 emelet)
- 12: látogatócsarnok
- 13: főbejárat (a mai Deák Ferenc utca felől)
- 14: az Alapfokú Rendőriskola idejében épített kultúrházi és tiszti ebédlői funkciókat ellátó épület[187]

Ma Csigaházként ismert rendezvényterem
- 15: épen maradt sarokfal (ma Október 23. tér)
- 16: központi udvar

## Emlékezet

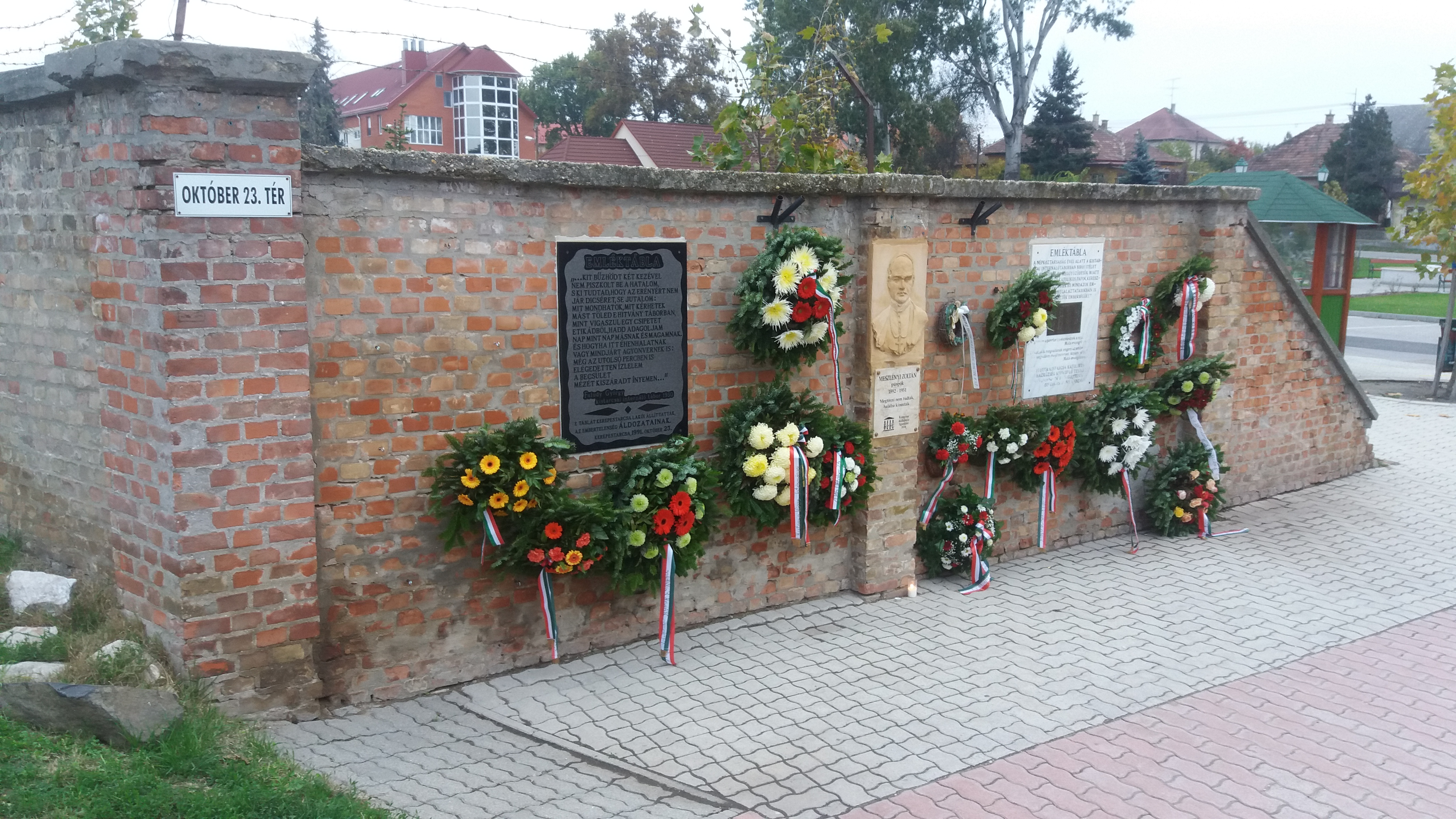
A Kistarcsai Központi Internálótábor emlékfala 2016. október 23-án

A tábor épen maradt délnyugati sarokfala ma emlékhelyként szolgál, külső oldalán emléktáblával, amelyet Kerepestarcsa lakói állítottak 1991-ben az áldozatok emlékének. Mellette található a Kistarcsai Kulturális Egyesület 2014. március 2-án felavatott, boldog Meszlényi Zoltánt ábrázoló domborműve. A harmadik emléktáblát a Kistarcsai Katolikus Egyházközösség Képviselő-testülete állította 1993-ban. A fallal szemben kopjafa (mely Nagy Sándor faragómester alkotása) őrzi az '56-os forradalom hőseinek emlékét. A tér neve: Október 23. tér.
2018. június 10-én Meszlényi Zoltán csontereklyéjét és egy, az internálótábor egykori falrendszeréből begyűjtött szögesdrótdarabot helyeztek el a 85 éves zagyvapálfalvai Jézus Szíve főplébánia-templomban, Beer Miklós váci megyéspüspök által celebrált szentmise keretében.
2021. szeptember 30-án emléktáblát avattak a tábor emlékfalának belső oldalán – ez alkalomból a sarokfalat felújították, a belső oldal megközelíthetőségét pedig térkövezéssel tették lehetővé. A két fekete gránittábla az 1944-ben a Kistarcsai Kiegészítő Toloncházba gyűjtött, majd onnan a koncentrációs táborokba hurcolt zsidó mártíroknak állít emléket. Az avatáson részt vett és beszédet mondott Heisler András, a Mazsihisz elnöke is.
2021. október 22-én mutatták be Kiss János 80 ezer gyufaszál felhasználásával, 22 hónapnyi munkával készült, a Kistarcsai Központi Internálótábort ábrázoló méretarányos makettjét egy, Kistarcsa Város Önkormányzata és a Kistarcsai Kulturális Egyesület (KIKE) által támogatott kiállításon (2021. október 22–24.). Ezt követően 2024 januárjában a Nemzeti Emlékezet Bizottsága (NEB) – dr. Bank Barbara történész koordinálásával – elkészítette és megjelentette a kistarcsai tábor virtuális, 3D-s modelljét.

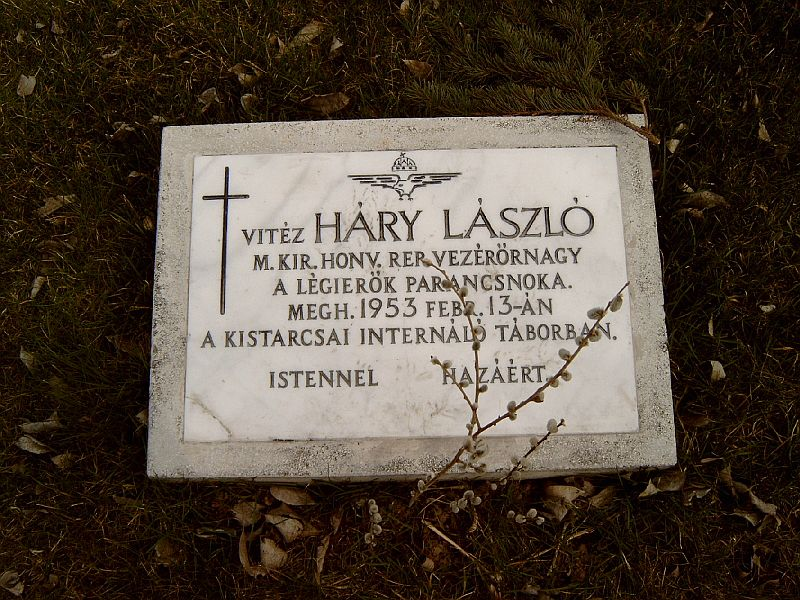
Háry László sírja Budapesten (Új köztemető: 301.) – a sírkő felirata emlékeztető, hogy a táborban halt meg
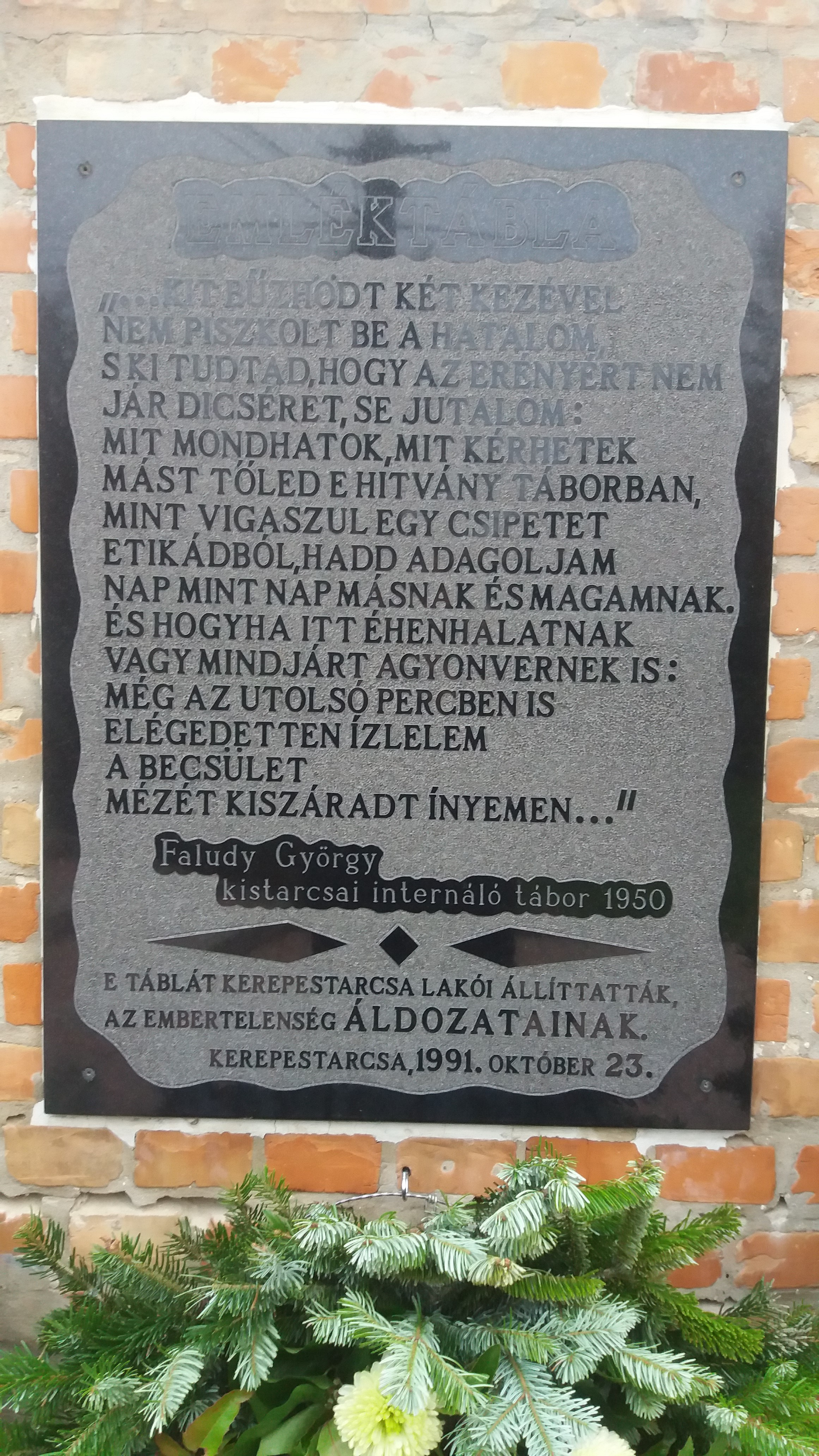
Az 1991-ben felavatott emléktábla
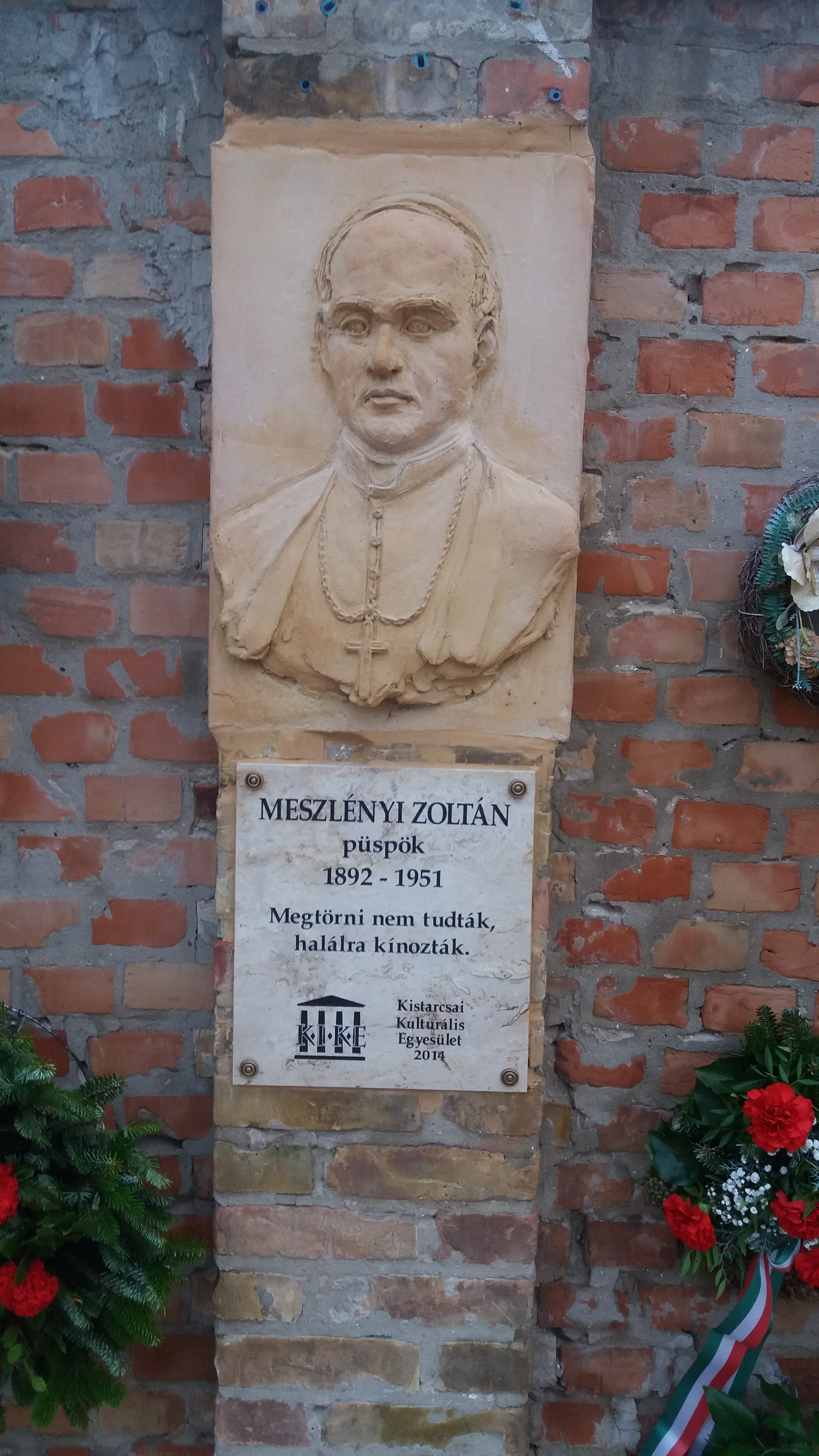
Boldog Meszlényi Zoltán 2014-ben felavatott domborműve az emlékfalon
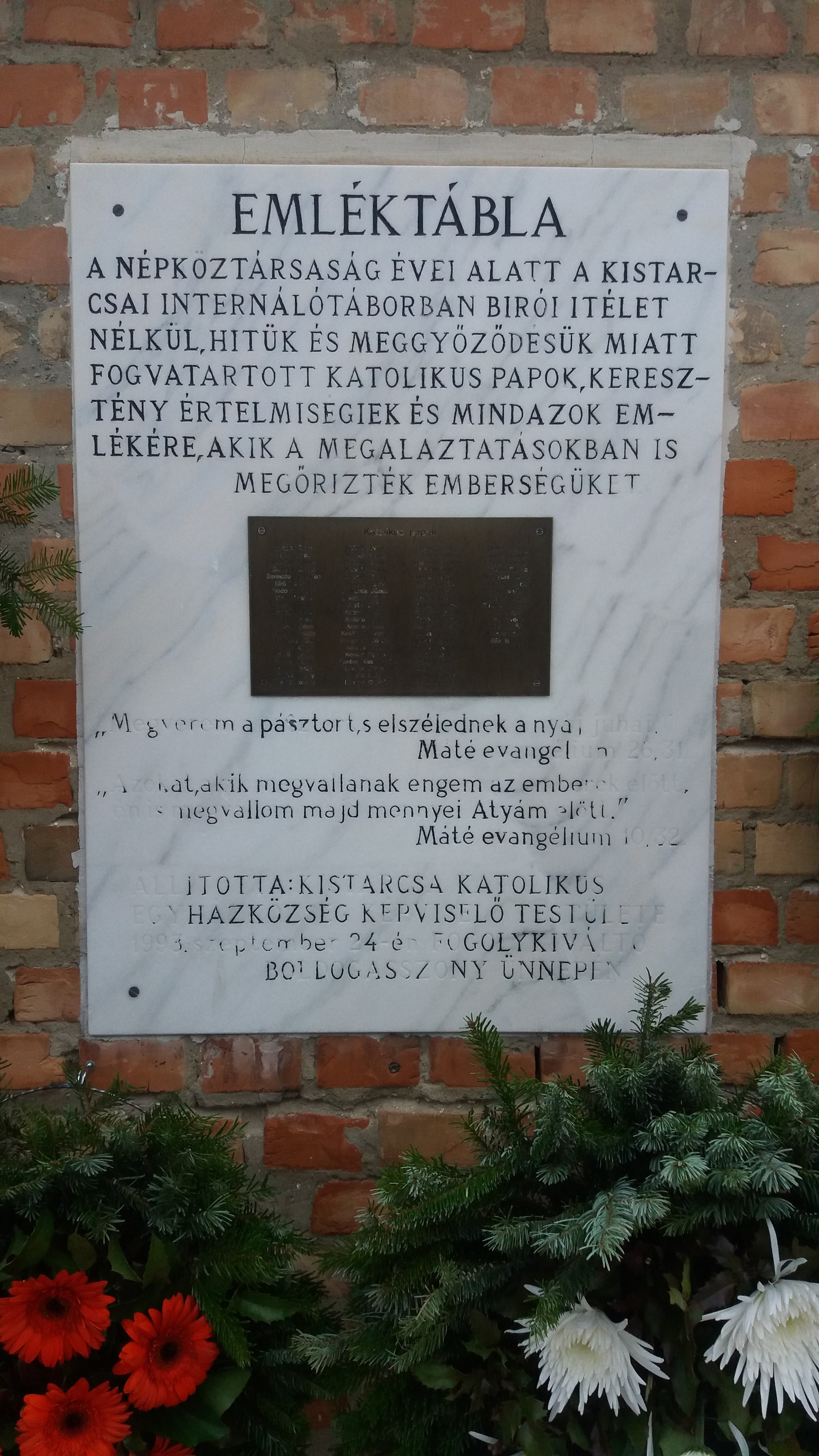
Az 1993-ben felavatott emléktábla – külön a táborban raboskodó papok névsorával
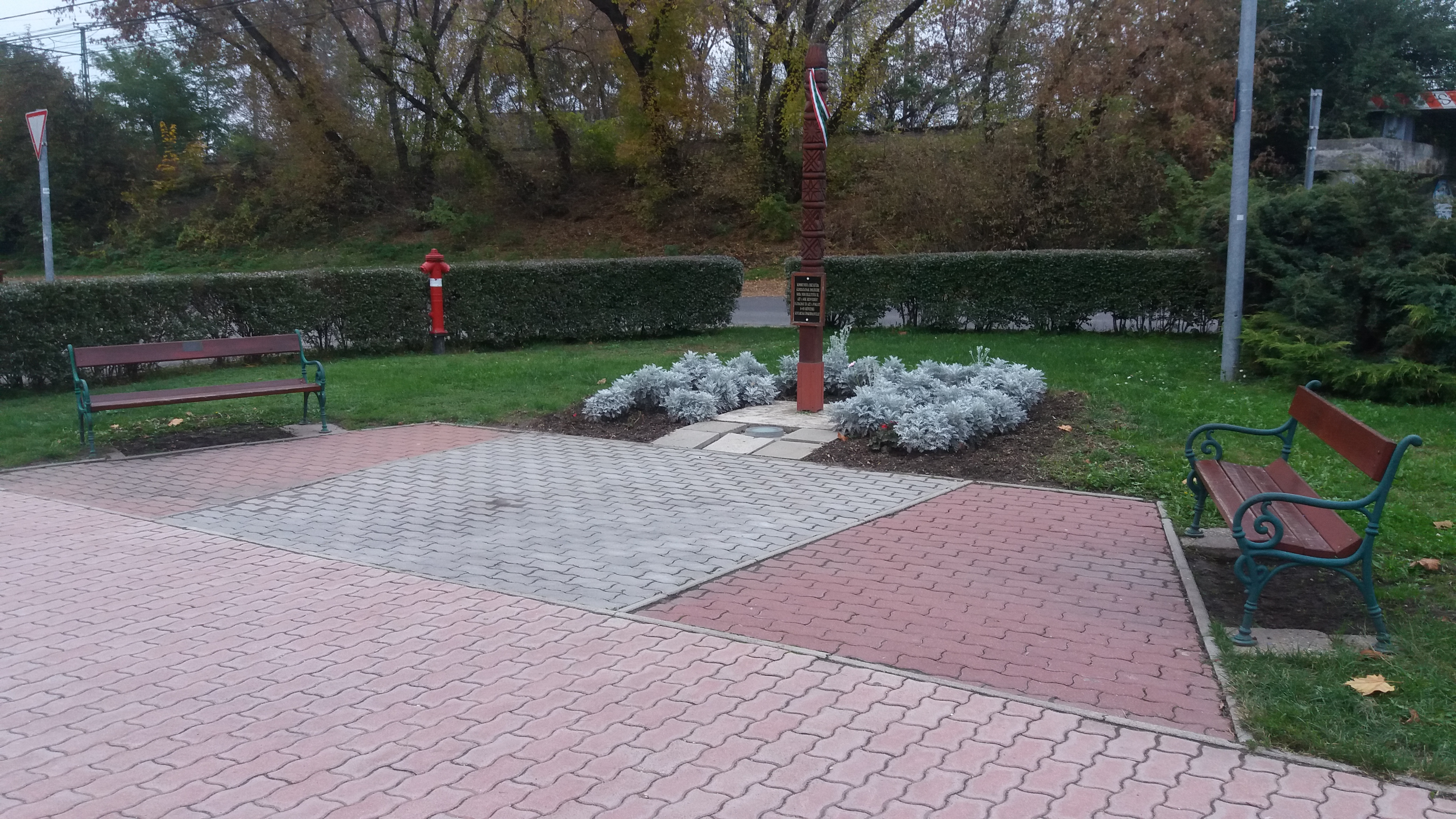
Kopjafa az 1956-os forradalom emlékére – szemben az emlékfallal
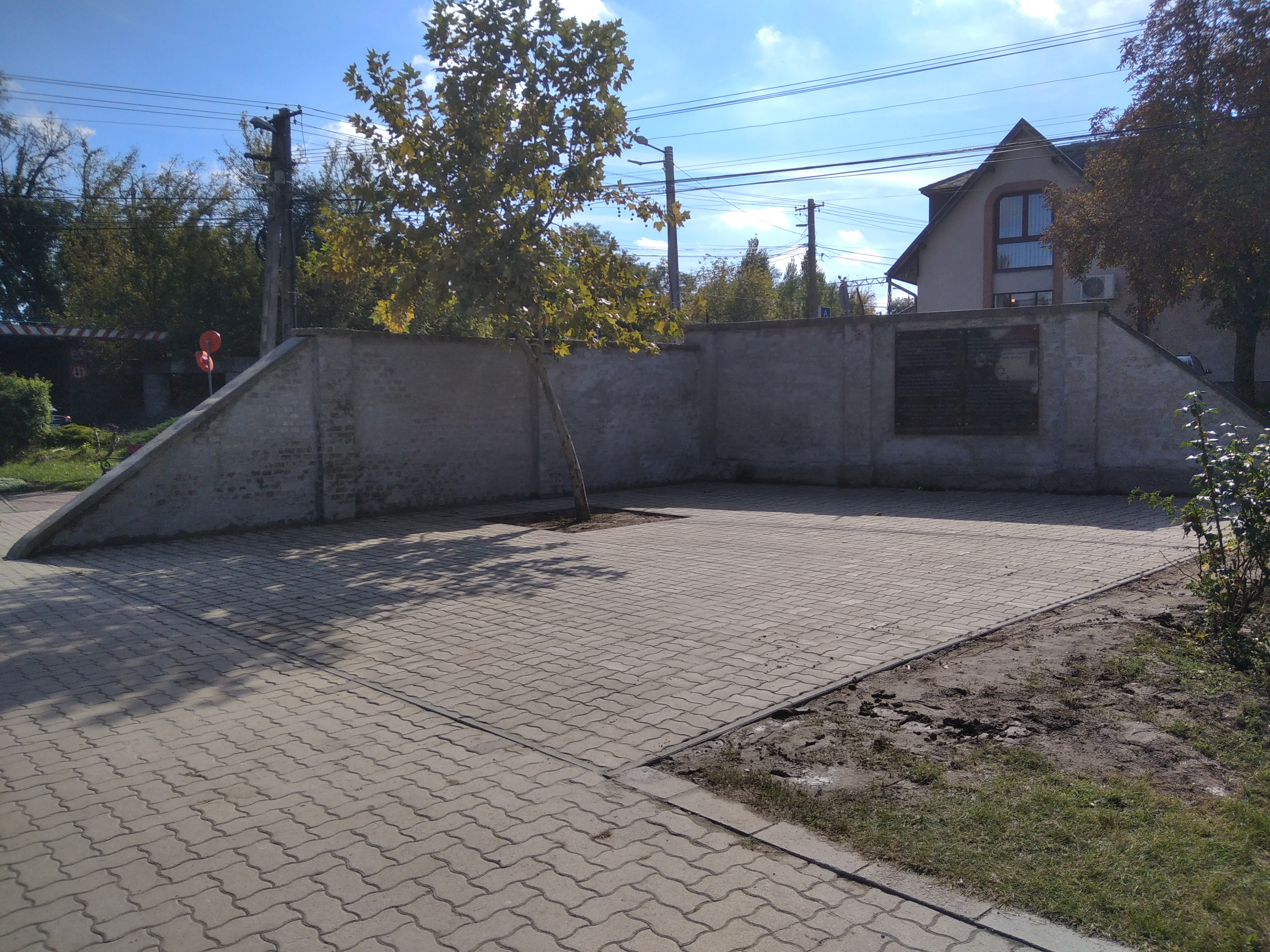
A Kistarcsáról elhurcolt zsidó áldozatok 2021-ben felavatott emléktáblája a fal belső oldalán
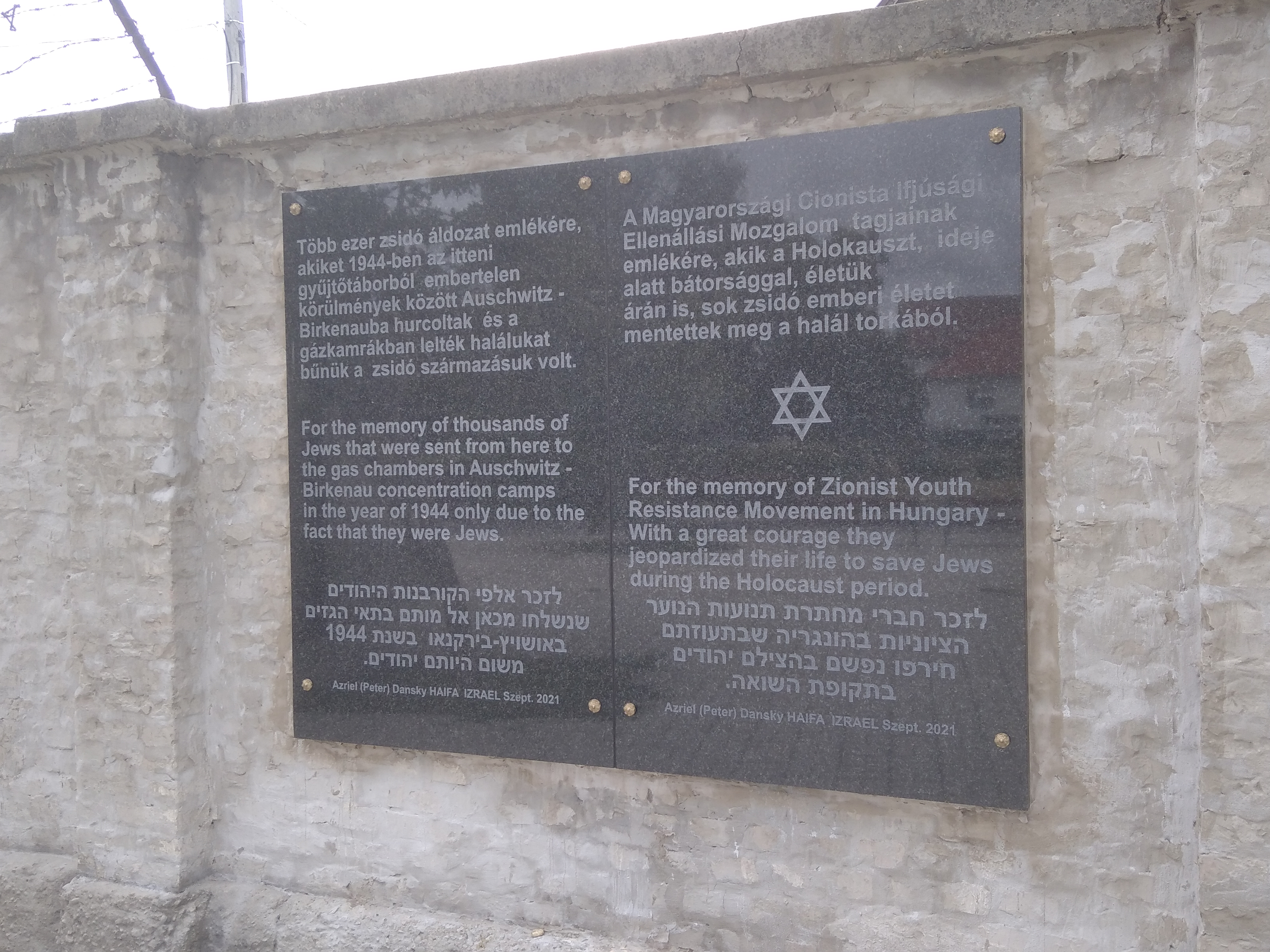
Emléktábla az 1944-ben Kistarcsán összegyűjtött zsidók számára

## Megjelenése irodalmi művekben
Faludy György költő 1949-től 1953-ig raboskodott részben Kistarcsán, részben Recsken. Ebben az időben született a Börtönversek 1949–1953 című verseskötete, amely 1983-ban jelent meg Münchenben. Ebben található A vadkacsa című vers, melyet 1950-ben írt, kistarcsai raboskodása idején. Az ebből vett idézet olvasható a tábor emlékfalán 1991. október 23-án felavatott emléktáblán:

„kit bűzhödt két kezével

nem piszkolt be a hatalom,

s ki tudtad, hogy az erényért nem

jár dicséret, se jutalom:

mit mondhatok, mit kérhetek

mást tőled e hitvány táborban,

mint vigaszul egy csipetet

etikádból, hadd adagoljam

nap mint nap másnak és magamnak.

És hogyha itt éhenhalatnak

vagy mindjárt agyonvernek is:

még az utolsó percben is

elégedetten ízlelem

a becsület

mézét kiszáradt ínyemen.”

Dr. Bálint Ákos György ügyvéd (1923–2017) könyvet írt „Sziget a mérgezett tengerben” címmel (2013), amelyben 1944-es kistarcsai tartózkodásának történetét írja le visszaemlékezései nyomán. Ebben a könyvben többek között az ekkor Kistarcsán őrzött zsidó ügyvédeket is felsorolja.

## Ismertebb egykori rabok
| - Andrássy Ilona - Andorka Rudolf - Barkóczy József - Bárándy György - Benkő Pál - Bozóky Éva - Csurka István - Darvas Iván - Debreczeni László - Demény Pál - Dévay Camilla - Dobrovits Sándor - Dosztál Béla - Dudás József - Erdey Sándor | - Erdős Péter - Faludy György - Fejes Endre - Földváry-Boér Elemér - Gábori György - Gábriel János - Gedényi Mihály - Gyáni Imre - Hajdú Kálmán - Háry László - Heves Ferenc - Ivády Sándor - Johan Béla - Kapócs Ferenc - Keresztes Sándor | - Kéri Kálmán - Keszler Aladár - Kiss Dénes - Kiss Károly - Kolbert János - Kovács Lajos - Lakatos Imre - Lóránt Gyula - Marosy László - Matheovits Ferenc - Meszlényi Zoltán - Michnay Gyula - Molnár Péter - Mónus Illés - Pártay Tivadar | - Pfluger Dezső - Rajk László - Rózsa György - Ruszkiczay-Rüdiger Imre - Sas László - Somogyváry Gyula - Svéd Nóra - Szakáts Miklós - Szálasi Ferencné - Szenes Erzsi - Sztáray Zoltán - Tabódy István - Tauszk Ervin - Ungváry Rudolf |

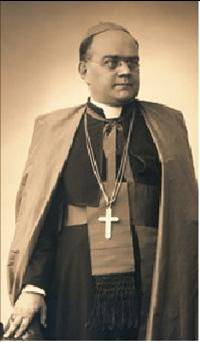
Meszlényi Zoltán püspök, aki a sorozatos kínzások hatására 1951. március 4-én meghalt a táborban, bár halálának tényét csak később, egy 1953. január 17-én kelt jelentés említette

Almási Tamás 1991-ben forgatott „Ítéletlenül” című dokumentumfilmjében több egykori fogvatartott nő találkozik egykori fogva tartójukkal. A dokumentumfilmben elhangzik a szereplők életútja, történetek az internálás éveiből, valamint arról, hogy hogyan folytatódott életük az ok nélküli internálást követően. A filmben feltűnik többek között Vámos Magda író, Esterházy Mónika és Dévay Camilla is. Megemlítésre került a visszaemlékezésekben, hogy olyan embereket is internáltak, akik korábban a rendszer aktív támogatói voltak. Ilyen volt Becsky Hanna pszichológus is, a Pártfőiskola korábbi oktatója, aki 1950 és 1953 között volt Kistarcsán.
Több egyházi személy is raboskodott a tábor falain belül, neveik a Kistarcsai Katolikus Egyházközösség Képviselő-testülete által 1993. szeptember 24-én felavatott emléktáblán olvashatóak az alábbi rendben:

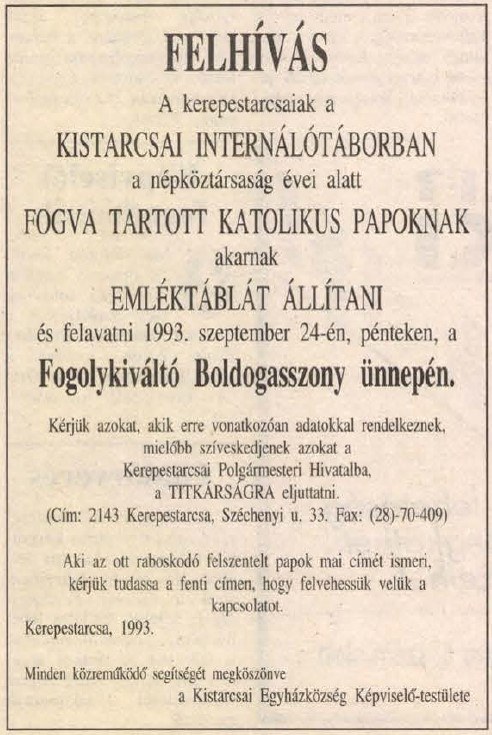
A Kistarcsai Egyházközösség felhívása az emléktábla
állítására 1993-ban

| - Angyal Géza - Balyi János - Borbély Károly - Bencsik István - Beresztóczy Miklós - Bíró Bertalan - Bodolay Gyula - Bóna László - Botz József - Brusznyai József - Buzás József - Décsei Géza - Endrédi Zoltán - Erdőssy Béla - Erőss István - Fábián János - Fricsy Ádám - Gigler Károly - Gyulai Mihály - Hahát Ferenc | - Hídvégi Ervin - Holzer Gyula - Horváth István - Horváth Lajos - Horváth Mihály - Hölyényi Olaf - Jankovits József - Jakab Benjámin - Justh István - Kabar Sándor - Ketterer Péter - Kormos Ottó - Kovács I. József - Kovács II. József - Kovács Péter - Kozma Győző - Lantos Kiss Antal - Lenner József - Makk Béla - Marycz Győző | - Márk Lajos - Mester Imre - Meszlényi Zoltán - Mócsy Imre - Móricz Győző - Nagy Sándor - Nagy Tibor - Násfay László - Németh Alajos - Oetter György - Pálvölgyi József - Perényi József - Pozsgai János - Radnai Anasztáz - Regőczi István - Rudolf József - Sághy Elek - Singer Ferenc - Somogyvári Hetény - Süle Ferenc | - Szabó György - Szendy László - Széll Kálmán - Szittyai Dénes - Szölgyéni József - Tamás János - Tasi István - Tornyos József - Turdrányi Albert - Tüll Alajos - Vári Ferenc - Vida István - Winkler József - Rák István - Túri Sándor |

## Kutatások a táborról
A Kistarcsai Kulturális Egyesület (KIKE) nagy hangsúlyt fordított eddig is a tábor történetének minél teljesebb megismerésére, illetve megismerhetővé tételére, éppen ezért 2020 őszén megjelentették Ruzsa Bence Egy évszázad Kistarcsán: A 20. század leghosszabb ideig működő internálótábora Magyarországon című monográfiáját, amely az első teljes körű tanulmány a tábor épületegyüttesének 20. századot átívelő múltjáról. A KIKE hazai internálótáborok 1953-ban lezajló felszámolásának 70. évfordulója alkalmából konferenciát szervezett – történész szakértők bevonásával.